# Умершие в марте 2019 года
Это список известных людей, соответствующих установленным критериям значимости (см. Википедия:Критерии значимости персоналий), умерших в марте 2019 года.
Причина смерти указывается лишь в исключительных случаях (убийство, самоубийство, гибель в результате военных действий, смертная казнь, ДТП или несчастные случаи). В остальных случаях — не указывается.

## 31 марта

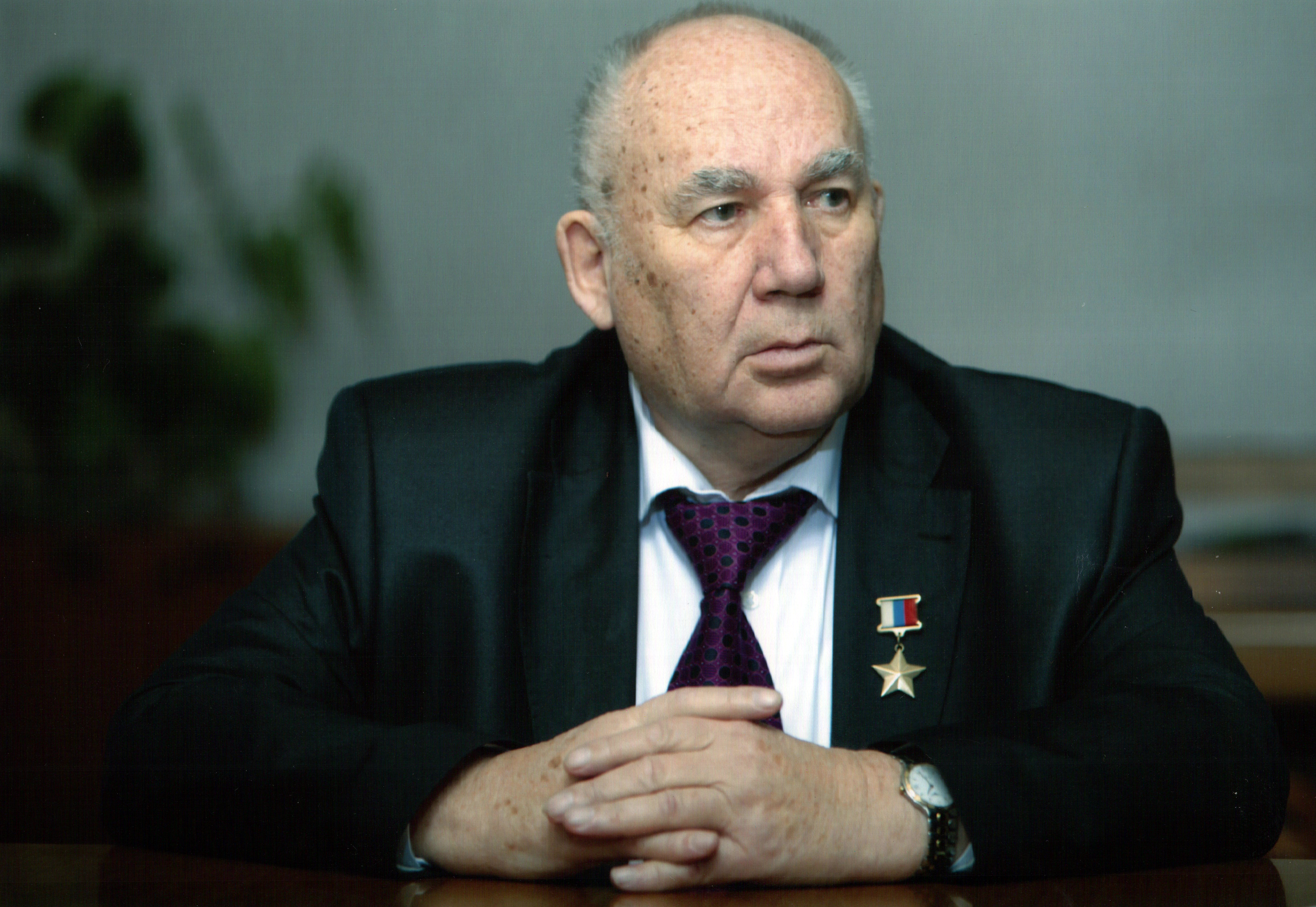
Николай Макаровец

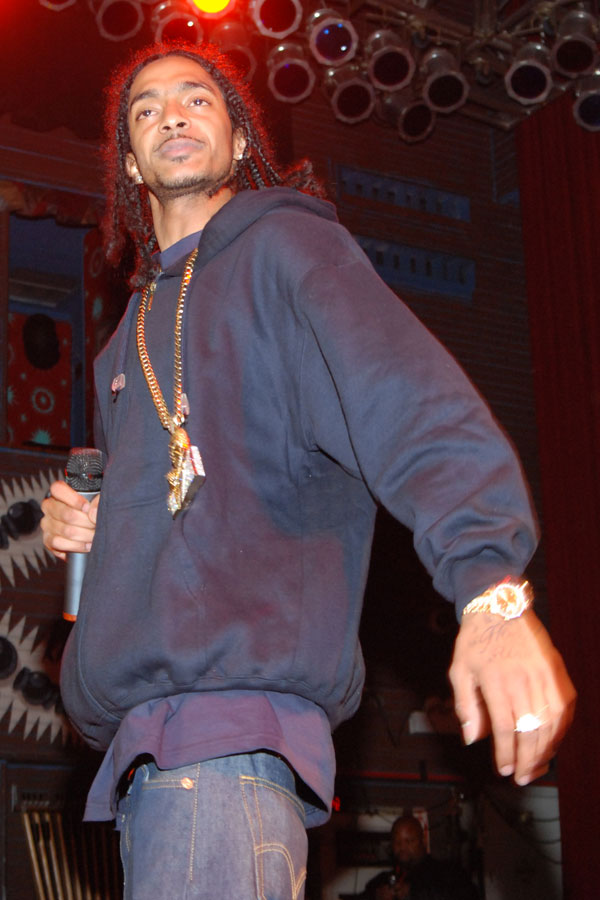
Nipsey Hussle

- Беренштейн, Леонид Ефимович (97) — советский партизанский командир времён Великой Отечественной войны[1].
- Васильев, Александр Германович (60) — российский киноактёр и режиссёр[2].
- Гришин, Виктор Семёнович (76) — советский и российский театральный актёр, артист Йошкар-Олинского русского драматического театра, народный артист Республики Марий Эл[3].
- Колман, Питер (90) — австралийский политический деятель и писатель, депутат Палаты представителей (1981—1987)[4][5].
- Красовский, Гурий Николаевич (89) — советский и российский токсиколог, член-корреспондент РАМН (1994—2014), член-корреспондент РАН (2014)[6].
- Макаровец, Николай Александрович (80) — советский и российский разработчик ракетного оружия, генеральный директор НПО «СПЛАВ» (1985—2015), Герой Российской Федерации (1997), полный кавалер ордена «За заслуги перед Отечеством»[7].
- Мозер, Ева (36) — австрийская шахматистка, международный мастер (2004)[8].
- Мошинский, Вацлав Сигизмундович (84) — советский и украинский фотохудожник, режиссёр[9].
- Осипов, Прокопий Дмитриевич (71) — советский и российский хозяйственный и государственный деятель, народный депутат СССР, член Верховного Совета СССР (1989—1991)[10].
- Рывкин, Марк Александрович (77) — советский и грузинский журналист и телеведущий, писатель, депутат парламента Грузии (1992—1995)[11].
- Савельев, Владимир Иванович (85) — советский и российский конструктор вездеходов[12].
- Турки, Хеди (96) — тунисский художник[13].
- Филёва, Наталия Валерьевна (55) — российский предприниматель, совладелец авиакомпании «S7»; авиакатастрофа[14].
- Nipsey Hussle (33) — американский рэпер; убит[15].

## 30 марта

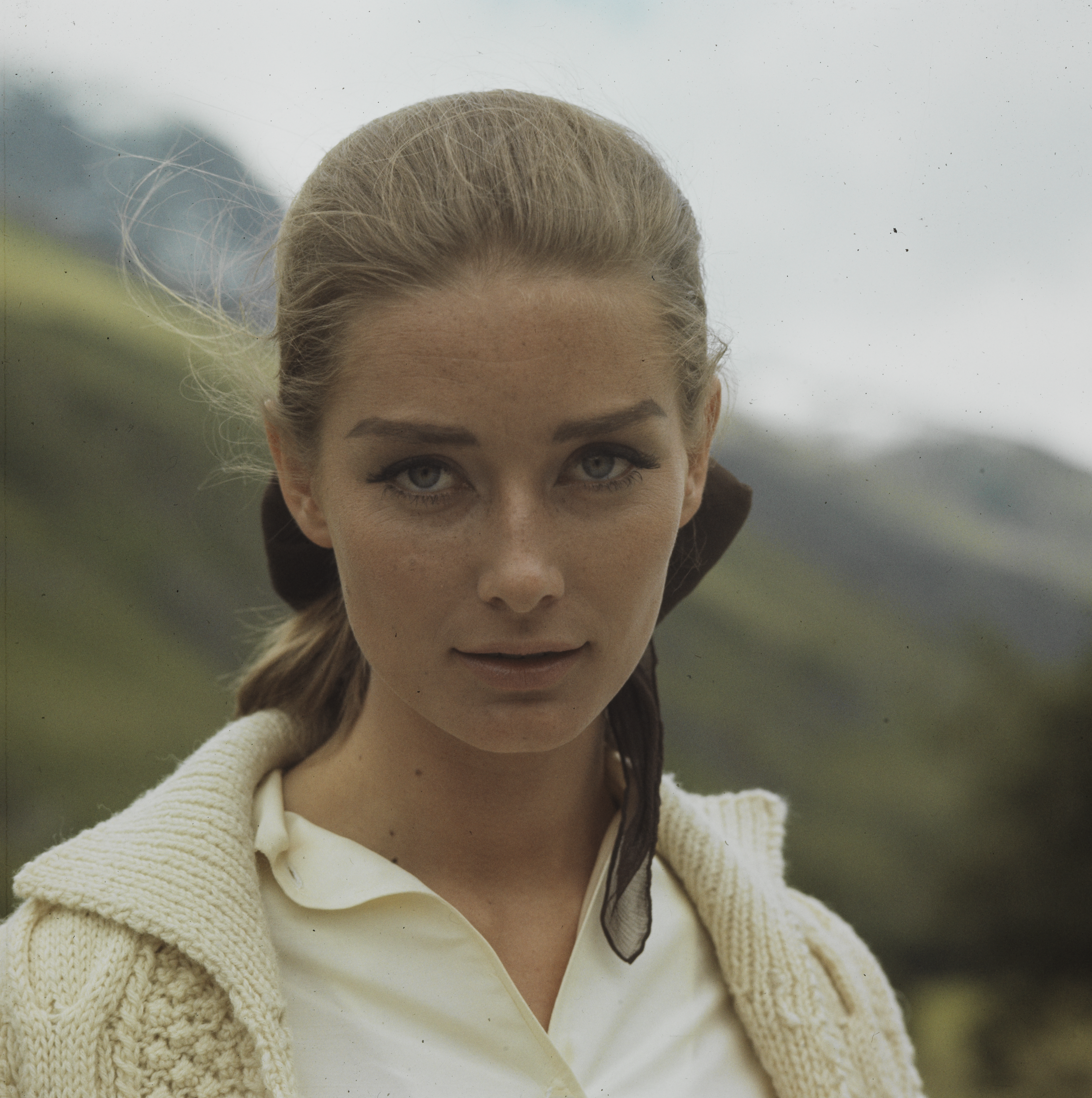
Таня Маллет

- Казавчинская, Тамара Яковлевна (79) — российский переводчик и редактор[16].
- Канюков, Владимир Николаевич (77) — советский и российский офтальмолог, доктор медицинских наук (2000), профессор, заслуженный врач РФ (2001)[17].
- Маллет, Таня (77) — английская модель и актриса[18].
- Мусин, Коблан Капанович (66) — казахстанский музыкант и композитор, солист ансамбля «Жетыген»[19].
- Села, Палома (76) — испанская актриса[20].
- Товмасян, Рубен Григорьевич (82) — армянский политический деятель, первый секретарь ЦК Коммунистической партии Армении (2005—2014)[21].
- Харви, Джефф (83) — австралийский музыкант и дирижёр[22].

## 29 марта

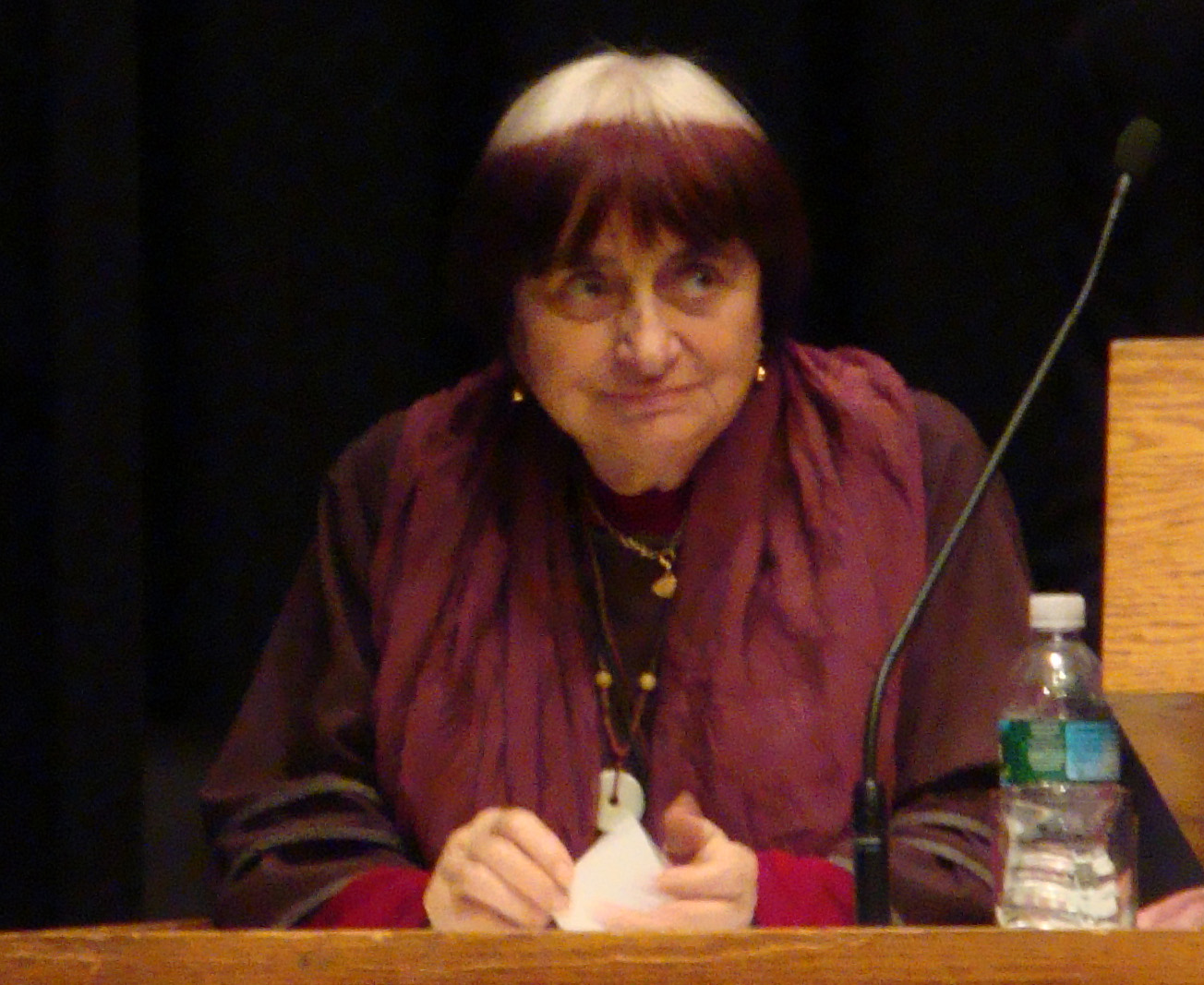
Аньес Варда

- Варда, Аньес (90) — французский кинорежиссёр, сценарист, продюсер, фотограф[23].
- Ковальский, Максим Ильич (54) — российский журналист, главный редактор журнала «Коммерсантъ-Власть» (1999—2011)[24].
- Коул, Аллан (75) — американский писатель[25].
- Марек, Зденек (93) — чехословацкий хоккеист, победитель чемпионата мира и Европы в Швеции (1949)[26].
- Мельничук, Андрей Фёдорович (65) — российский историк и археолог[27].
- Пчелинцев, Алексей Николаевич (77) — советский и российский тренер по боксу, заслуженный тренер РСФСР[28].
- Риммер, Шейн (89) — британский киноактёр[29].
- Румянцев, Геннадий Леонидович (61) — советский боксёр и украинский тренер[30].
- Эрич, Добрица (82) — сербский писатель и поэт[31].

## 28 марта

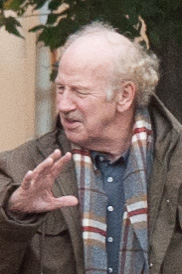
Джон Сколмен

- Бамбак, Джонатан (85) — американский писатель и кинокритик[32].
- Басалаев, Владимир Сергеевич (73) — советский футболист[33].
- Володько, Адольф Адольфович (72) — советский и белорусский работник сельского хозяйства, Герой Социалистического Труда (1988)[34].
- Григорян, Вартан Рубенович (90) — советский и армянский историк, доктор исторических наук (1975)[35].
- Д’Арко, Альфонсо — американский гангстер, глава семьи Луккезе (1990—1991). (О смерти было объявлено в этот день)[36].
- Кох, Клаус (92) — немецкий евангелический теолог[37].
- Кулберт, Билл (84) — новозеландский художник[38].
- Ладинг, Одун (25) — британский рок-певец, участник группы Her’s; ДТП[39].
- Лоус, Мори (95) — американский композитор[40].
- Наканиси, Койи (93) — японский и американский химик[41].
- Пермаль, Джон (72) — пакистанский легкоатлет (спринтерский бег), участник летних Олимпийских игр 1972 года в Мюнхене[42].
- Салимов, Дамир Исмаилович (81) — советский и узбекский кинорежиссёр[43].
- Сираиси, Фуюми (77) — японская сэйю[44].
- Сколмен, Джон (78) — норвежский актёр[45].
- Фицпатрик, Стивен (24) — британский рок-певец, участник группы Her’s; ДТП[39].

## 27 марта

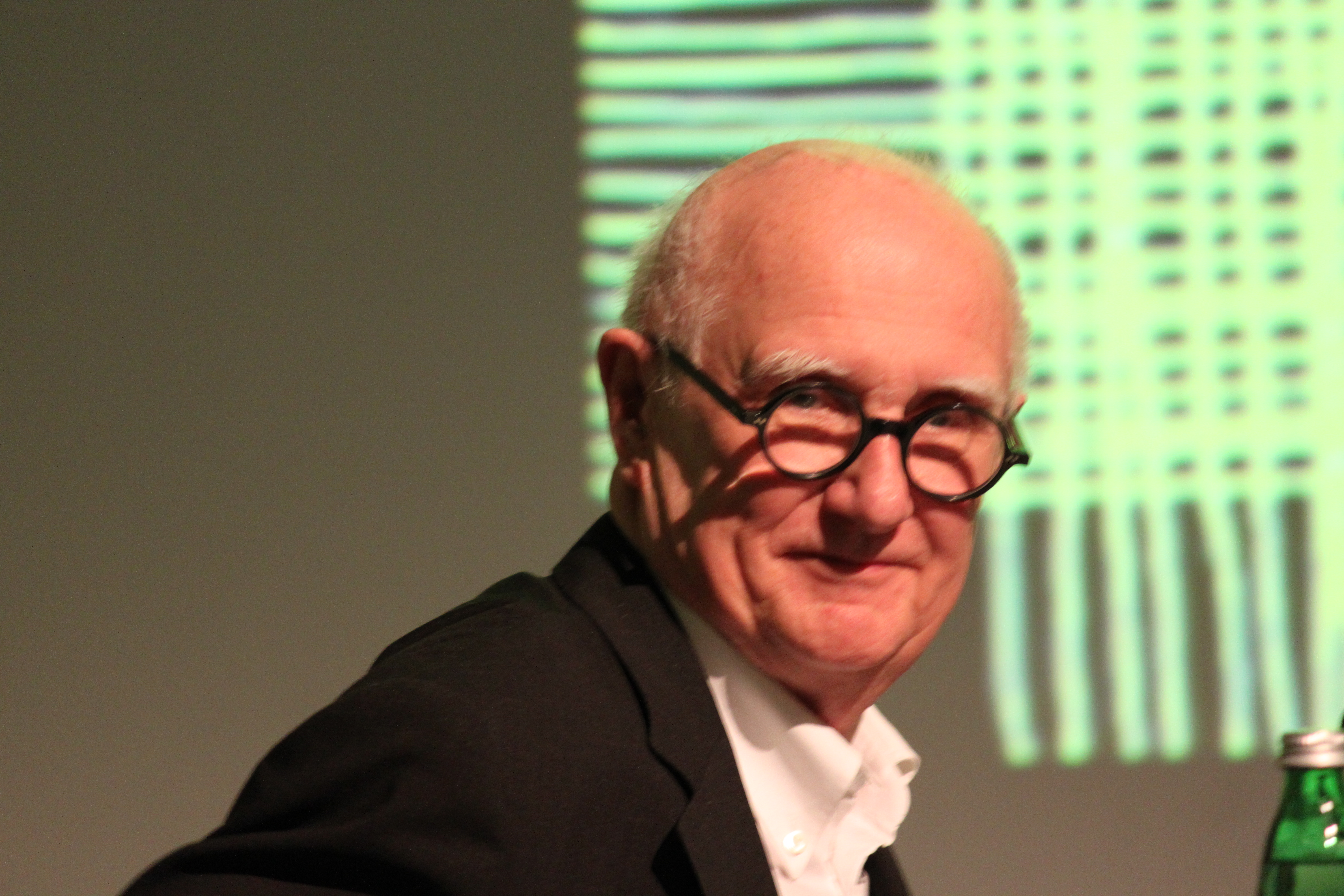
Фридрих Ахляйтнер

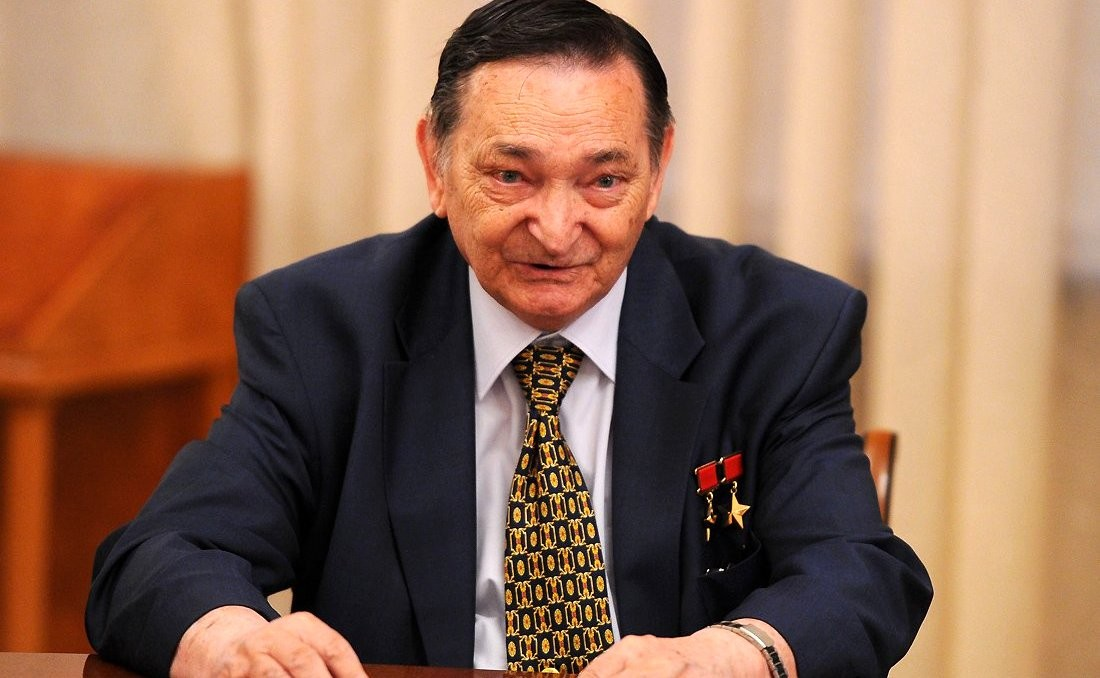
Валерий Быковский

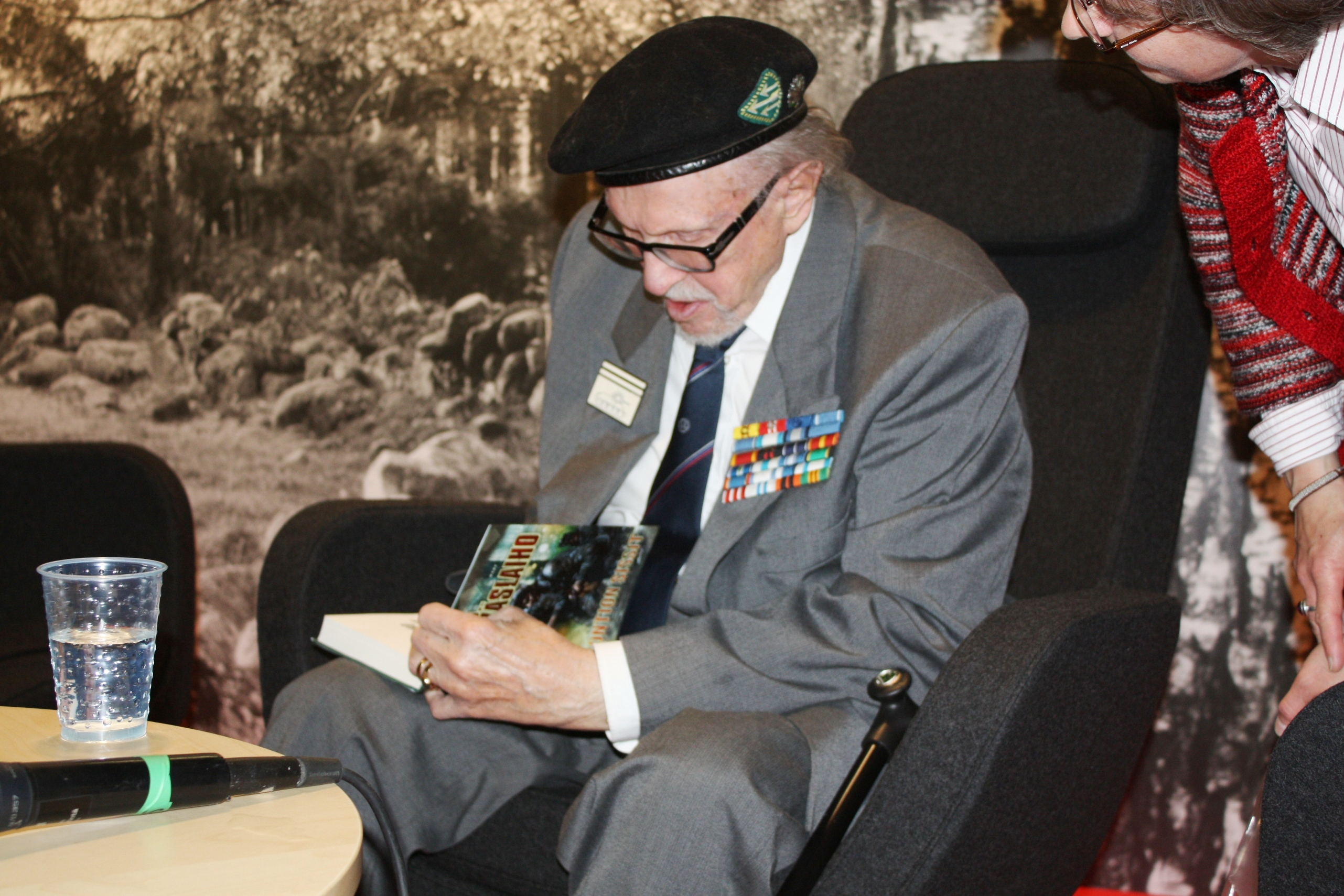
Рейно Лехвеслайхо

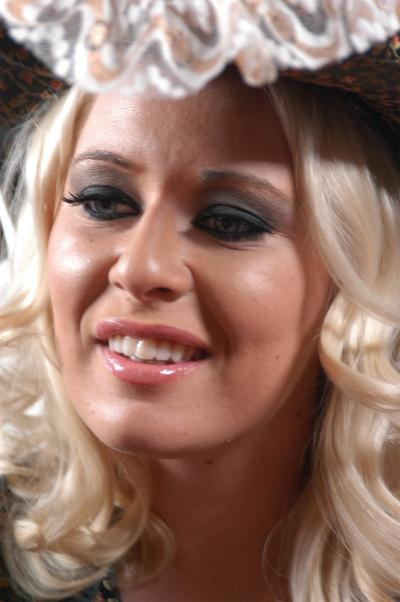
Райли Эванс

- Ахляйтнер, Фридрих (88) — австрийский поэт и архитектурный критик[46].
- Бургиньон, Пьер (77) — Французский политик[47].
- Быковский, Валерий Фёдорович (84) — советский космонавт, лётчик-космонавт СССР (1963), дважды Герой Советского Союза (1963, 1976), полковник[48].
- Дыдак, Ян (50) — польский боксёр, бронзовый призёр летних Олимпийских игр в Сеуле (1988)[49].
- Лехвеслайхо, Рейно (96) — финский писатель (о смерти объявлено в этот день)[50].
- Полизос, Димитри (68) — американский политический деятель[51].
- Уруми, Вера (87) — албанская актриса[52].
- Цесаренко, Зинаида Васильевна (82) — советская и украинская театральная актриса, артистка Киевского национального театра драмы имени Ивана Франко, заслуженная артистка Украины[53].
- Эванс, Райли (32) — американская актриса[54].

## 26 марта

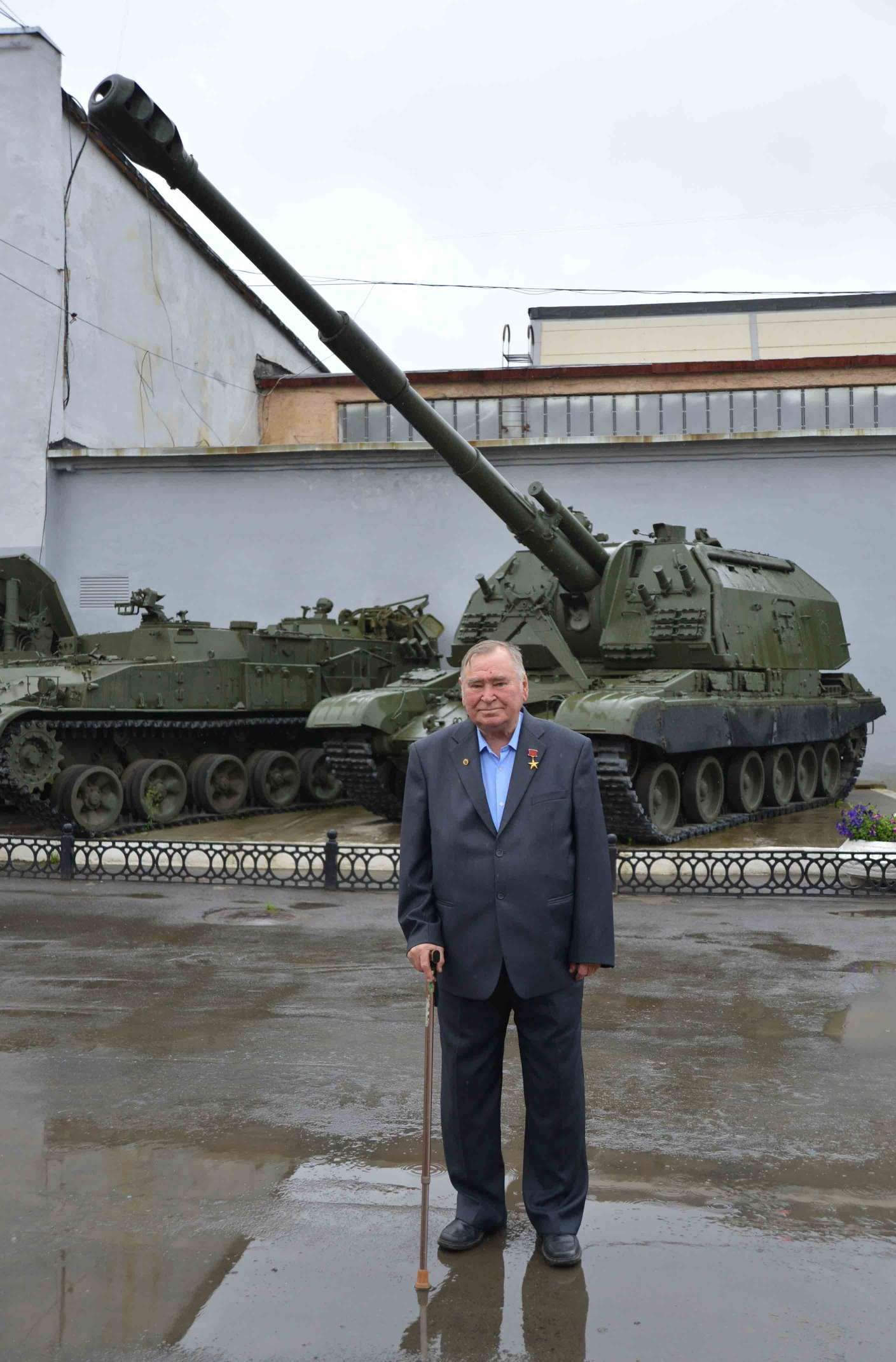
Юрий Томашов

- Бако, Мишель (94) — французский лётчик, добровольно ставший заложником во время операции «Энтеббе»[55][56].
- Бургин, Тед (91) — английский футболист, вратарь {«Шеффилд Юнайтед», «Лидс Юнайтед», «Рочдейл»)[57].
- Мартин, Миклош (87) — венгерский ватерполист, чемпион летних Олимпийских игр в Хельсинки (1952) и в Мельбурне (1956)[58].
- Маршалл, Эндрю[уточнить] (97) — американский военный эксперт, начальник Главного управления военных оценок Министерства обороны США[59].
- Мгалоблишвили, Нодар Александрович (87) — советский и грузинский актёр театра и кино, артист Тбилисского театра драмы имени Котэ Марджанишвили, народный артист Грузинской ССР (1979)[60].
- Неконечны, Даниэль (52) — чешский певец и актёр кино и телевидения[61].
- Ранкин, Роджер (56) — британский музыкант, вокалист групп «Beat» и «General Public»[62].
- Томашов, Юрий Васильевич (89) — советский и российский конструктор военной техники, генеральный конструктор ЦКБ Трансмаш (1991—2001), Герой Социалистического Труда (1990)[63].
- Хагивара, Кэнъити (68) — японский актёр и певец[64].
- Хензель, Рафаэль (45) — Бразильская спортивная телекомпания, пережившая крушение самолёта BAe 146[65].
- Хэлфорд, Бернард (78) — британский футбольный менеджер, президент клуба «Манчестер Сити»[66].

## 25 марта

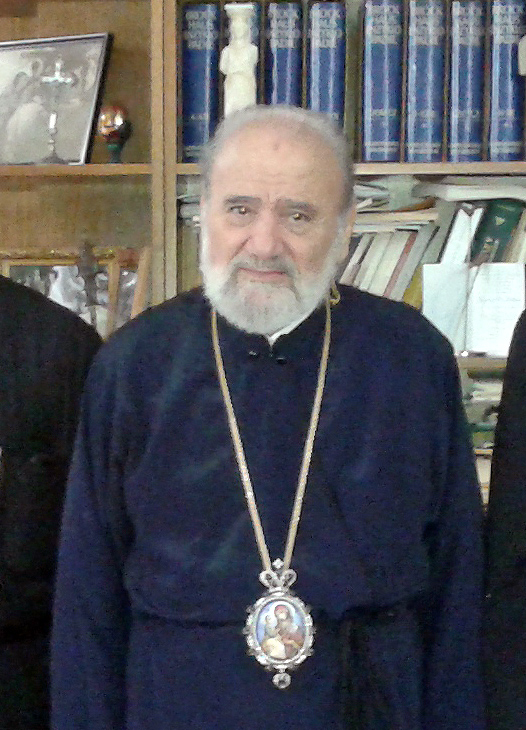
Стилиан (Харкианакис)

- Афросимов, Вадим Васильевич (88) — советский и российский физик, член-корреспондент РАН (1991; член-корреспондент АН СССР с 1987)[67].
- Бадурашвили, Эрекле (57) — грузинский кинорежиссёр[68].
- Касумов, Магомед Касумович (78) — советский и российский дагестанский композитор, заслуженный деятель искусств Российской Федерации[69].
- Коробов, Виталий Фёдорович (81) — советский и российский художник, заслуженный художник Российской Федерации (2007)[70].
- Мариничев, Владимир Витальевич (66) — российский хоккейный тренер, заслуженный тренер РСФСР (1991)[71].
- Окара, Габриэл (97) — нигерийский поэт и писатель[72] Архивная копия от 25 марта 2019 на Wayback Machine.
- Роув, Дороти (88) — австралийская психолог и писательница[73].
- Роха, София (51) — перуанская актриса[74].
- Стилиан (Харкианакис) (83) — епископ Константинопольской православной церкви; архиепископ Австралийский (с 1974), ипертим и экзарх всей Океании[75].

## 24 марта

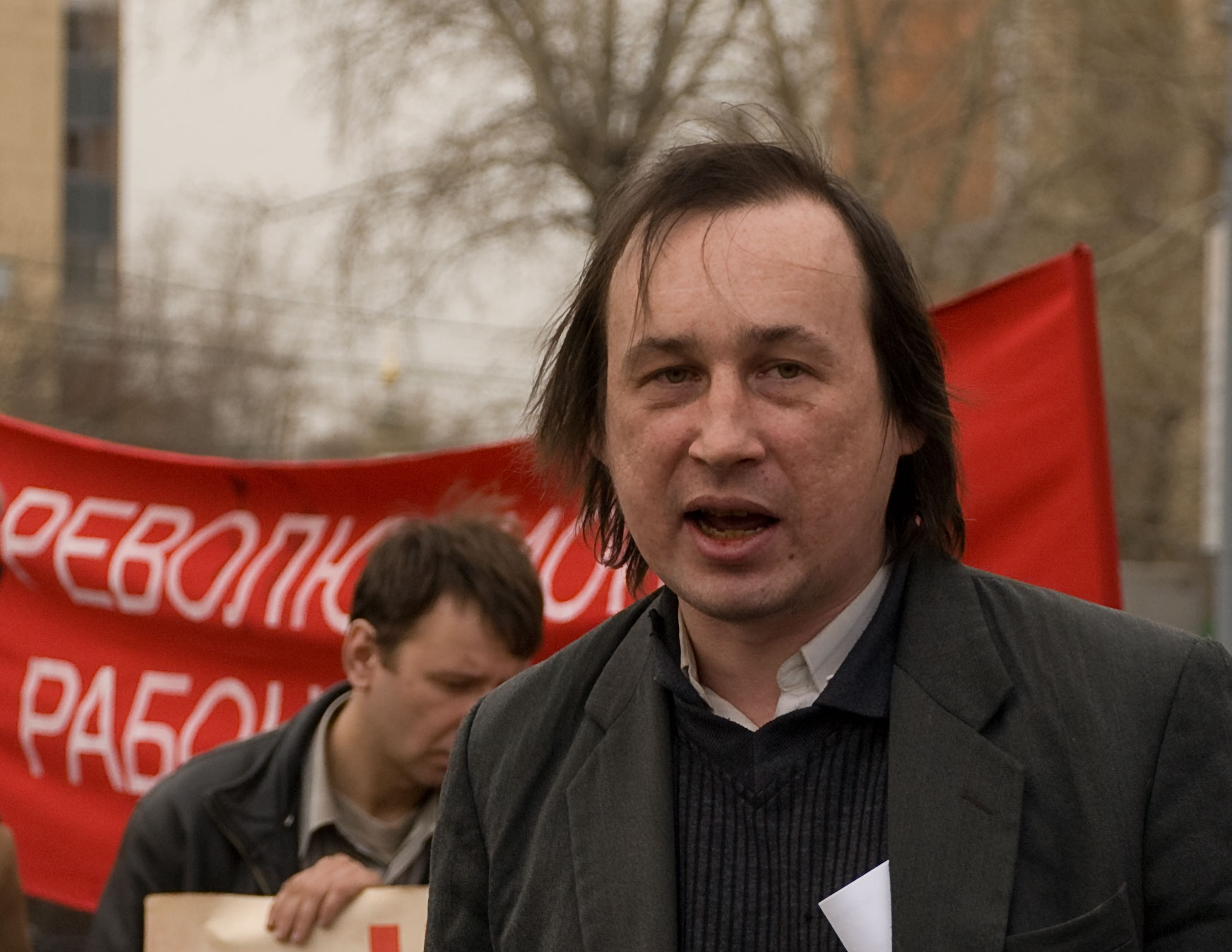
Сергей Биец

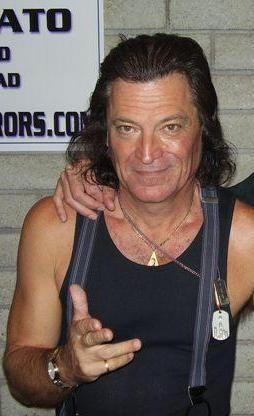
Джозеф Пилато

- Биец, Сергей Николаевич (50) — российский политический деятель[76].
- Волкова, Елена (69) — советский и латвийский скульптор[77].
- Дзтиев, Лактемир Тепсарикоевич (68) — советский, российский и осетинский артист, актёр Северо-Осетинского Драматического театра им. В. Тхапсаева, народный артист Республики Северная Осетия-Алания[78].
- Коэн, Ларри (77) — американский киносценарист, кинорежиссёр и кинопродюсер[79].
- Осипян, Сурен Арташесович (87) — армянский советский государственный деятель и юрист, генеральный прокурор Армянской ССР (1971—1988)[80].
- Пилато, Джозеф (70) — американский актёр[81]Архивная копия от 26 марта 2019 на Wayback Machine [R.I.P.] 'Day of the Dead' Scene-Stealer Joseph Pilato Has Died at 70 - Bloody Disgusting</ref>.
- Салтыков, Владимир Анатольевич (63) — советский и российский тренер по тяжёлой атлетике, заслуженный тренер России[82].
- Секей, Габор — венгерский финноугровед[83].
- Цебульский, Мариан (95) — польский актёр[84].

## 23 марта

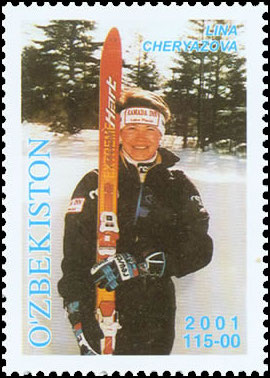
Лина Черязова

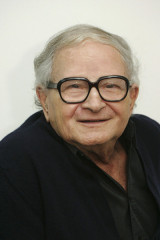
Рафи Эйтан

- Бессон, Клод (71) — французский поп-певец, музыкант и композитор[85].
- Кадиев, Джалал Алиевич (79) — советский, российский чеченский архитектор, заслуженный архитектор Чечено-Ингушской Республики, Главный архитектор Чеченской Республики[86].
- Коэн, Ларри (82) — американский сценарист, продюсер и режиссёр[87].
- Морейра да Коста, Флавио (76) — бразильский писатель[88].
- Окада, Фумино (78) — японский поэт[89].
- Черязова, Лина Анатольевна (50) — узбекская фристайлистка, чемпионка зимних Олимпийских игр в Лиллехаммере (1994), заслуженный мастер спорта России (2006)[90].
- Эйтан, Рафи (92) — израильский разведчик и государственный деятель, министр по делам пенсионеров (2006—2009)[91].

## 22 марта

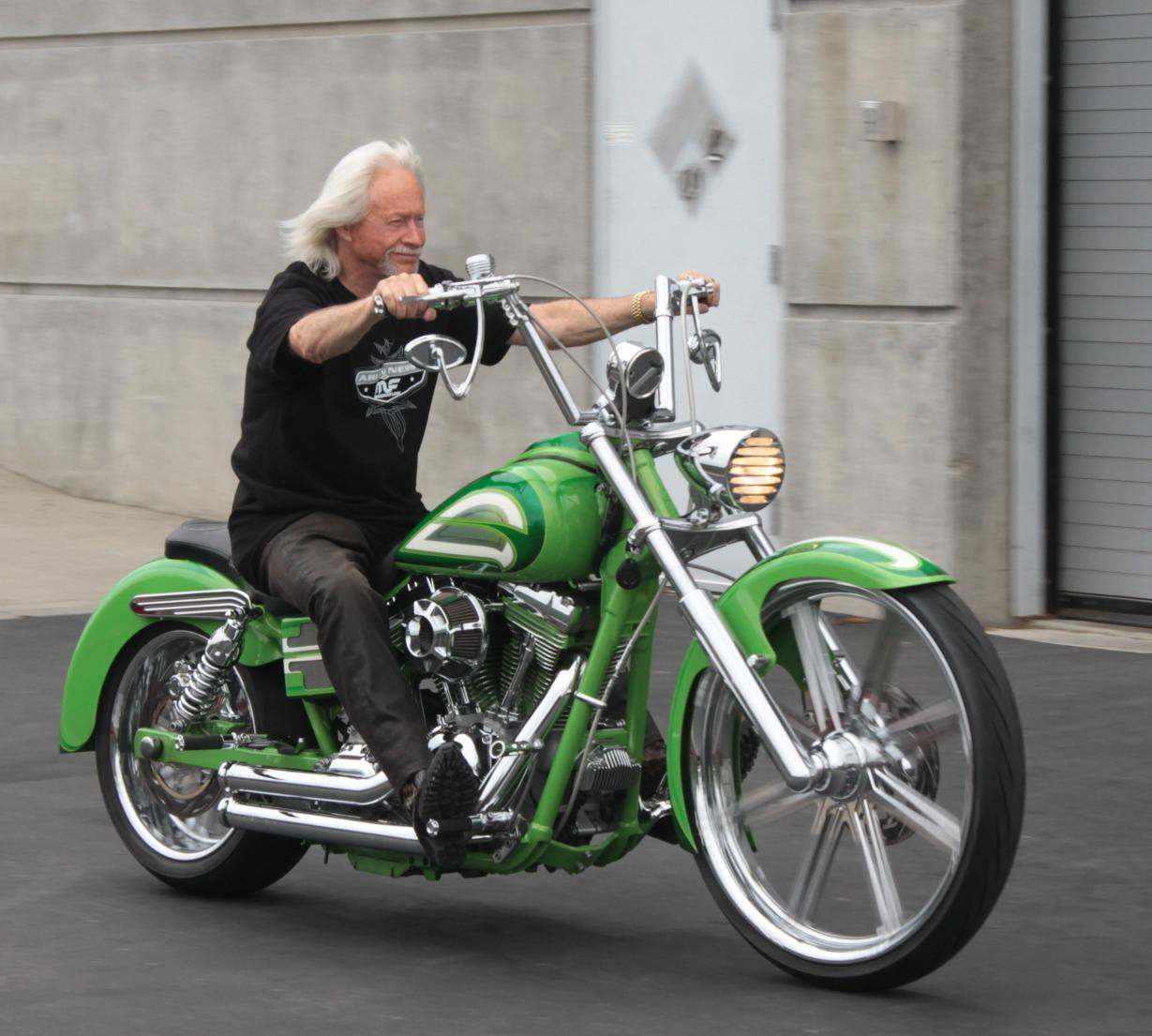
Арлен Несс

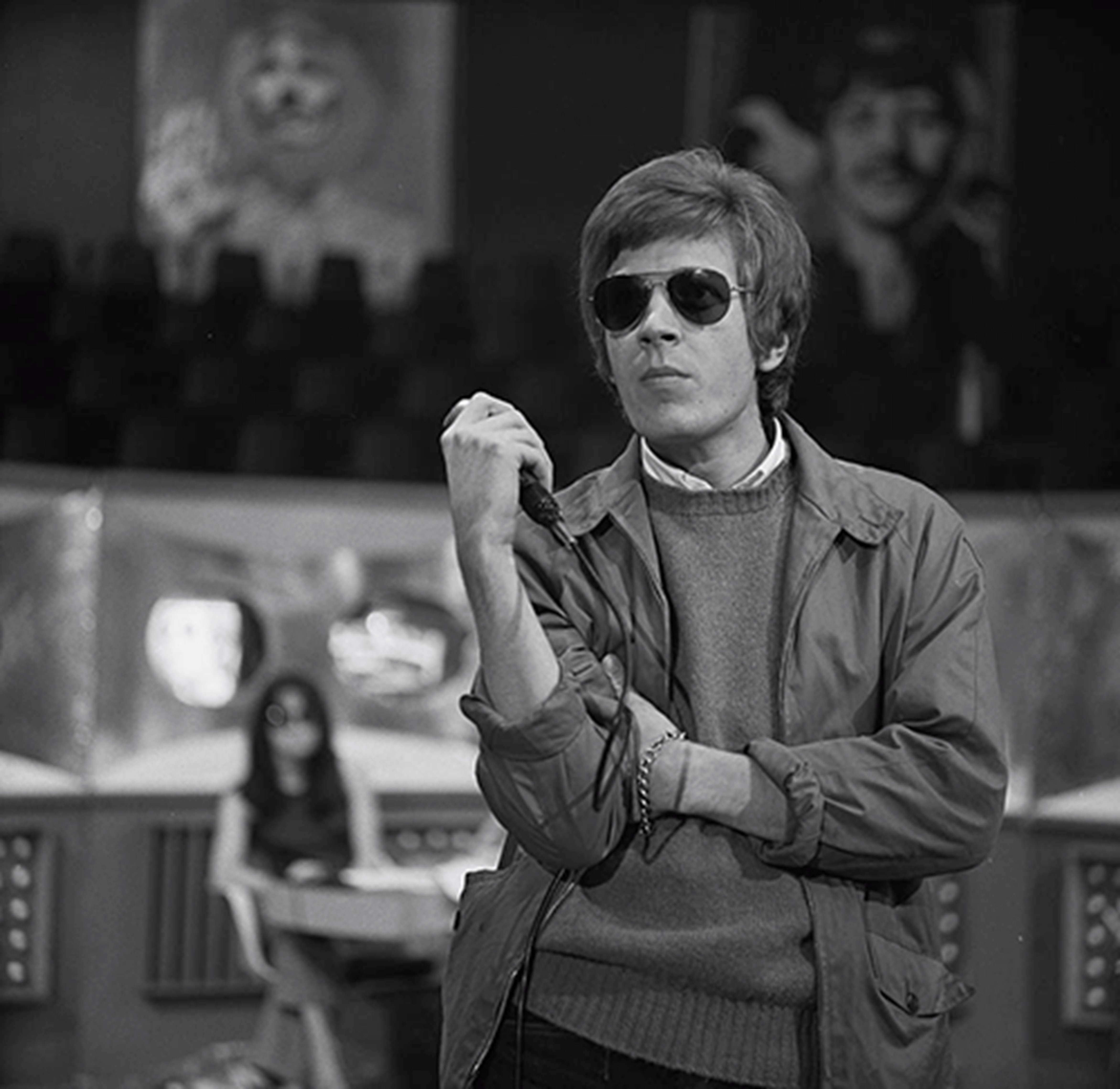
Скотт Уокер

- Андриссен, Франс (89) — нидерландский государственный деятель, министр финансов Нидерландов (1977—1980), первый заместитель председателя Европейской комиссии (1985—1993)[92].
- Дворянинова, Валентина Петровна (91) — советская эстрадная певица[93].
- Левано, Сезар (92) — Перуанский журналист и преподаватель[94].
- Малиш, Ахмед Гиссович (70) — советский и российский тренер по дзюдо, заслуженный тренер СССР, мастер спорта СССР[95].
- Мухаммаджонов, Рихсивой (78) — узбекский киносценарист и кинорежиссёр[96].
- Несс, Арлен (79) — американский дизайнер мотоциклов, основоположник мотоциклетного кастомайзинга[97].
- Святовец, Фёдор Иванович (70) — советский и российский оперный и камерный певец (бас), народный артист Республики Коми[98].
- Сущенко, Станислав Петрович (81) — советский и абхазский баскетболист и тренер, заслуженный тренер Абхазской АССР[99].
- Уокер, Скотт (76) — английский певец и автор песен[100].
- Хоххаузер, Виктор (95) — британский импресарио[101].

## 21 марта

Никола Сгро

- Аладьин, Аркадий Юрьевич (61) — советский и российский барабанщик, участник групп «Август», «Сильвер» и «Старая армия» Розенбаума[102].
- Голиков, Владимир Александрович (86) — советский и белорусский художник-мультипликатор (студия «Беларусьфильм»)[103].
- Григорьев, Юрий Пантелеймонович (86) — советский и российский архитектор, народный архитектор Российской Федерации (2008), академик РАХ (2007), академик РААСН[104] Архивная копия от 21 марта 2019 на Wayback Machine.
- Детьен, Марсель (83) — французский эллинист и антрополог[105].
- Жарова, Маргарита Васильевна (93) — советская киноактриса[106].
- Забрейко, Пётр Петрович (80) — советский и белорусский математик, доктор физико-математических наук (1968), профессор[107].
- Зайченко, Пётр Петрович (75) — советский и российский актёр театра и кино, заслуженный артист Российской Федерации (1998)[108].
- Ибрагимов, Ибрагим Магомедович (84) — советский и российский дагестанский учёный и врач, министр здравоохранения Дагестанской АССР (1983—1992)[109].
- Лебедев, Александр Александрович (80) — советский и российский дипломат, Чрезвычайный и Полномочный Посол в Чешской и Словацкой Федеративной Республике и Чешской Республике (1991—1996) и в Турции (1998—2003)[110].
- Мартинес, Сатурнино (91) — мексиканский футболист, участник чемпионата мира (1954)[111].
- Портокарреро, Гонсало (69) — Перуанский социолог[112].
- Сгро, Никола (81) — итальянский композитор и дирижёр[113].

## 20 марта

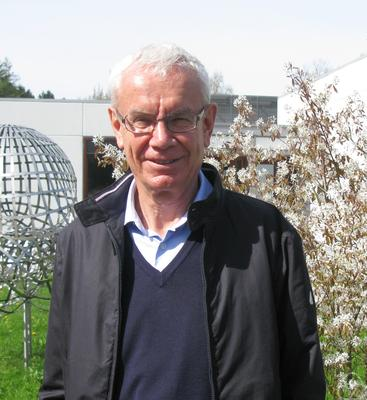
Борис Дубровин

- Адоскин, Анатолий Михайлович (91) — советский и российский актёр театра и кино, народный артист Российской Федерации (1996)[114].
- Балашов, Сергей (47) — российский певец (тенор), солист Московского музыкального театра имени К. Станиславского и В. Немировича-Данченко (с 1998)[115].
- Баргеловская, Барбара (85) — польская актриса[116].
- Грегг, Линда (76) — Американский поэт[117].
- Доттер, Сергей Викторович (47) — художник-постановщик киностудии «Казахфильм»[118].
- Дубровин, Борис Анатольевич (68) — российский математик, специалист по геометрическим методам математической физики[119]
- Калпокас, Дональд (75) — государственный деятель Вануату, премьер-министр (1991 и 1998—1999)[120].
- Лукашевич, Ирина Шимоновна (88) — художник-постановщик киностудии «Мосфильм»[121].
- Муллин, Рустам Ханович (71) — российский татарский актёр, игравший на сцене Мензелинского татарского драматического театра, народный артист Татарстана[122].
- Нильсен, Терье (67) — норвежский певец и композитор[123].
- Подгорцев, Сергей Борисович (62) — советский хоккеист[124].
- Риос, Хайме (65) — панамский боксёр-профессионал, чемпион мира по версии ВБА (WBA) (1975)[125].
- Рыман, Евгений Николаевич (70) — советский и российский художник[126].
- Уорнок, Мэри (94) — британский философ[127].
- Ценева, Галина Яковлевна (77) — советский и российский инфекционист, доктор медицинских наук, профессор, заслуженный деятель науки Российской Федерации (2006)[128].

## 19 марта

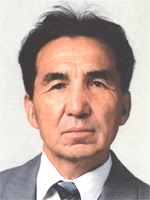
Даниил Табаев

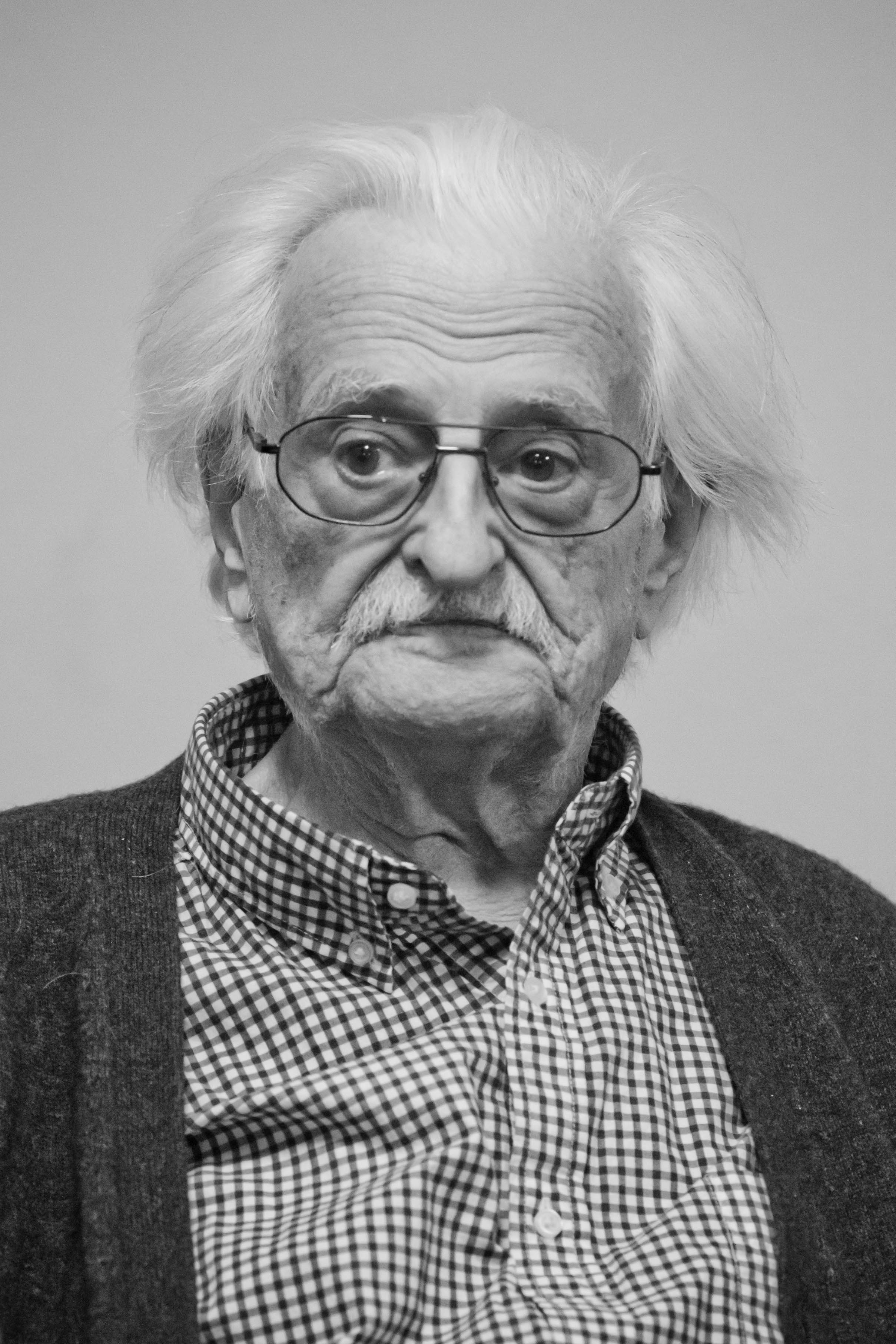
Марлен Хуциев

- Гадаев, Виктор Александрович (79) — советский и российский поэт, народный поэт Мордовии[129].
- Газинский, Виталий Иванович (73) — украинский дирижёр и композитор, народный артист Украины (1994)[130].
- Левите, Рива Яковлевна (96) — советский и российский театральный режиссёр, главный режиссёр Нижегородского театра юного зрителя (1959—1982), заслуженный деятель искусств Российской Федерации (1994), мать Евгения Дворжецкого[131].
- Огороднова-Духанина, Тамара Викторовна (88) — советский и российский композитор[132].
- Пкин, Юрий Такучичович (72) — абхазский поэт[133].
- Табаев, Даниил Иванович (81) — советский и российский государственный деятель, председатель Государственного Собрания-Эл Курултай Республики Алтай, член Совета Федерации (1997—2001)[134].
- То, Кенетт (26) — австралийский пловец, серебряный призёр чемпионата мира по водным видам спорта в Барселоне (2013)[135].
- Хуциев, Марлен Мартынович (93) — советский и российский кинорежиссёр, сценарист, актёр, народный артист СССР (1986), лауреат Государственной премии Российской Федерации (1993)[136].
- Яннакопулос, Танассис (88) — греческий спортивный менеджер, президент баскетбольного клуба «Панатинаикос»[137].

## 18 марта

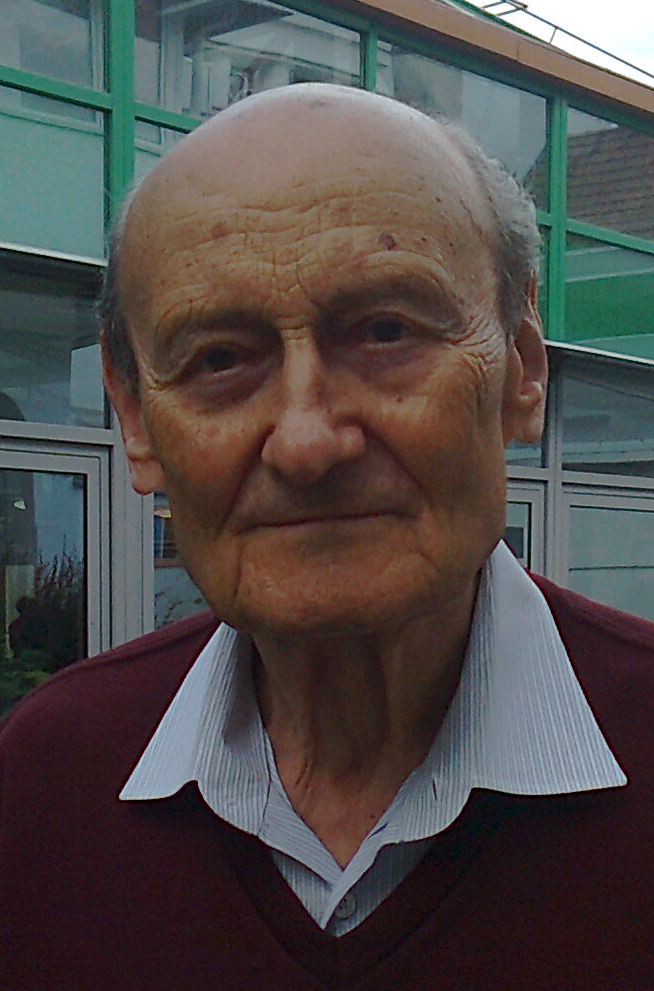
Эгон Балаш

- Балаш, Эгон (96) — румынский и американский математик, экономист, лауреат Золотой медали ЕВРО[англ.] (2001)[138].
- Бокор, Миклош (92) — французский художник[139].
- Кобб, Джеральдина (88) — американская лётчица, обладательница огромного количества рекордов по скорости, высоте и дальности полетов, а также четырёх выдающихся достижений в авиации, включая Приз Хармона[140].
- Кондратенков, Геннадий Степанович (88) — советский и российский учёный в области авиационной радиолокации, доктор технических наук, заслуженный деятель науки Российской Федерации (1998), генерал-майор[141].
- Консулова, Муза Борисовна (96) — советский архитектор[142].
- Макиевский, Алексей Михайлович (88) — советский хозяйственный, государственный и политический деятель, и. о. председателя Нижегородского облисполкома (1991—1992)[143].
- Хенрикссон, Лейф (75) — шведский хоккеист, выступавший за клуб «Фрёлунда»[144].

## 17 марта

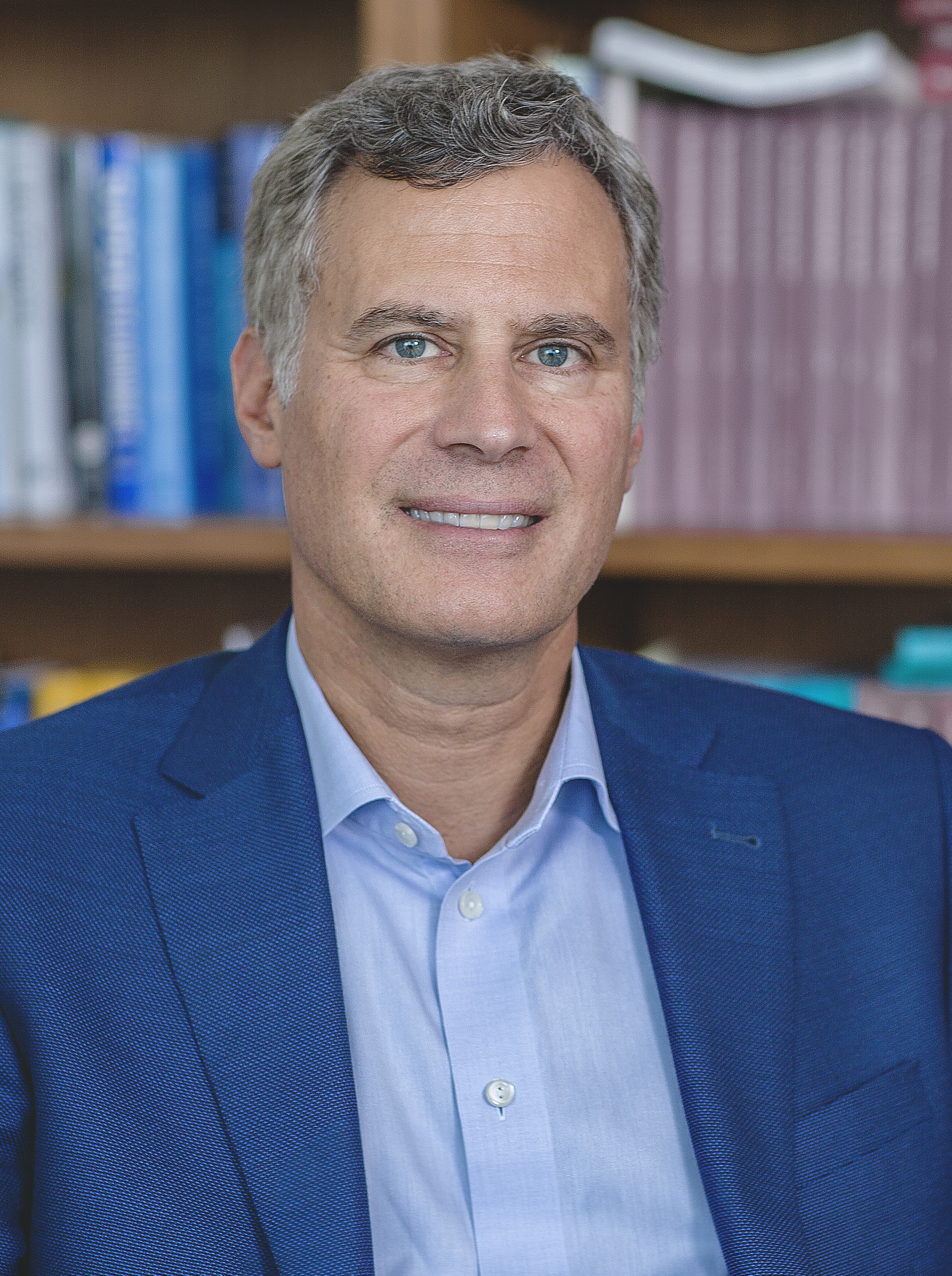
Алан Крюгер

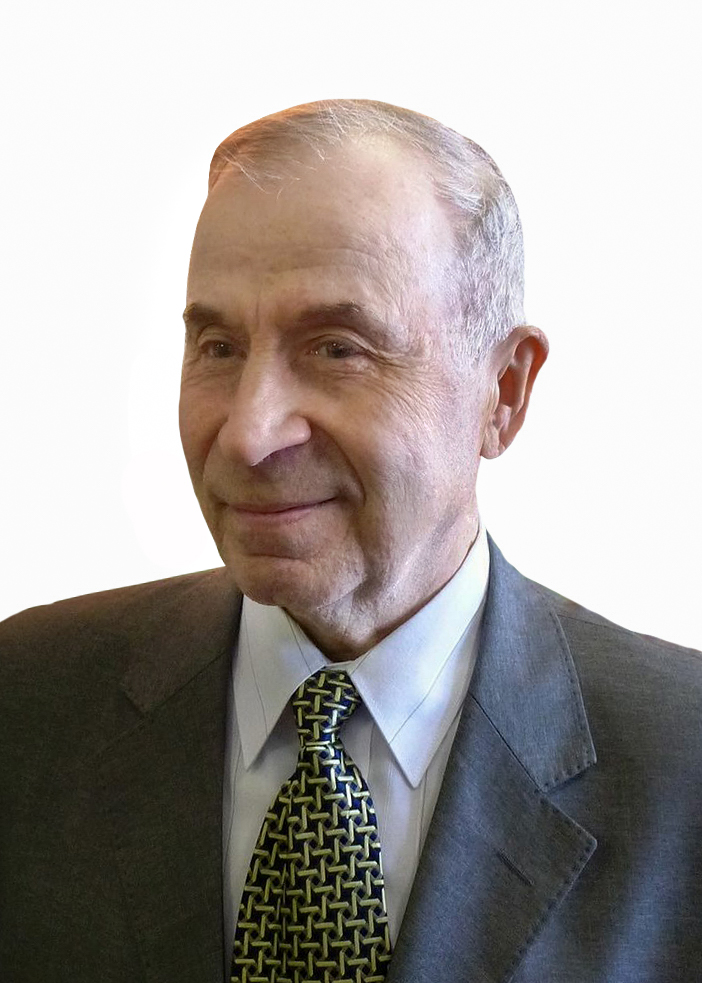
Пётр Семёнов

- Бенгтссон, Ульф (59) — шведский игрок в настольный теннис, двукратный серебряный призёр чемпионатов мира: в Токио (1983) и в Гётеборге (1985)[145].
- Бюхлер, Джон Карл (66) — американский режиссёр, актёр, сценарист, мастер по спецэффектам и гримёр[146].
- Дубровин, Марк Исаакович (91) — советский и российский лингвист.
- Крюгер, Алан (58) — американский экономист[147].
- Кутергин, Виктор Александрович (66) — советский хоккеист и российский тренер, чемпион СССР (1975)[148].
- Майер, Вольфганг (64) — немецкий кларнетист[149].
- Маннонен, Олави (89) — финский пятиборец, трехкратный призёр летних Олимпийских игр: в Мельбурне (1956) (дважды) и в Хельсинки (1952)[150].
- Маренко, Марио (85) — итальянский актёр[151].
- Маринью, Жуан Карлос (83) — бразильский писатель[152].
- Паррикар, Манохар (63) — индийский государственный деятель, министр обороны Индии (2014—2017)[153].
- Райан, Ричи (90) — ирландский государственный деятель, министр финансов Ирландии (1973—1977)[154].
- Риккарди, Энрико (84) — итальянский композитор песенного жанра и поэт-песенник[155].
- Семёнов, Пётр Михайлович (84) — карельский писатель и переводчик[156].
- Солнцев, Виктор Петрович (72) — советский и российский тренер по лёгкой атлетике, заслуженный тренер России (2010)[157].
- Торме, Берни (72) — британский гитарист (Gillan), певец, автор песен, владелец лейбла и студии звукозаписи[158].
- Утида, Юйя (79) — японский певец и актёр[159].
- Шиллер, Юрий Андреевич (76) — советский и российский кинорежиссёр-документалист, лауреат Государственной премии РФ[160].

## 16 марта

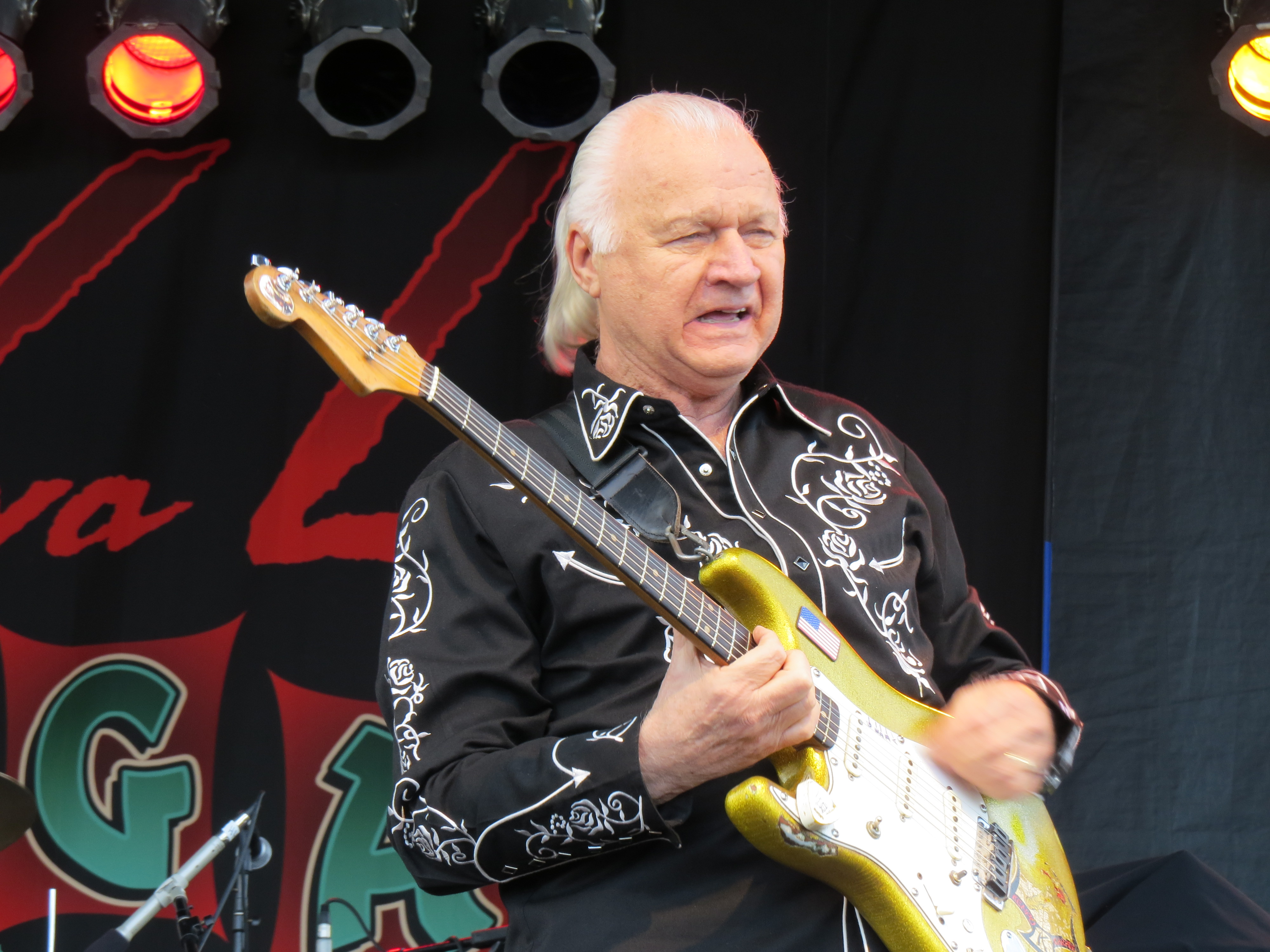
Дик Дейл

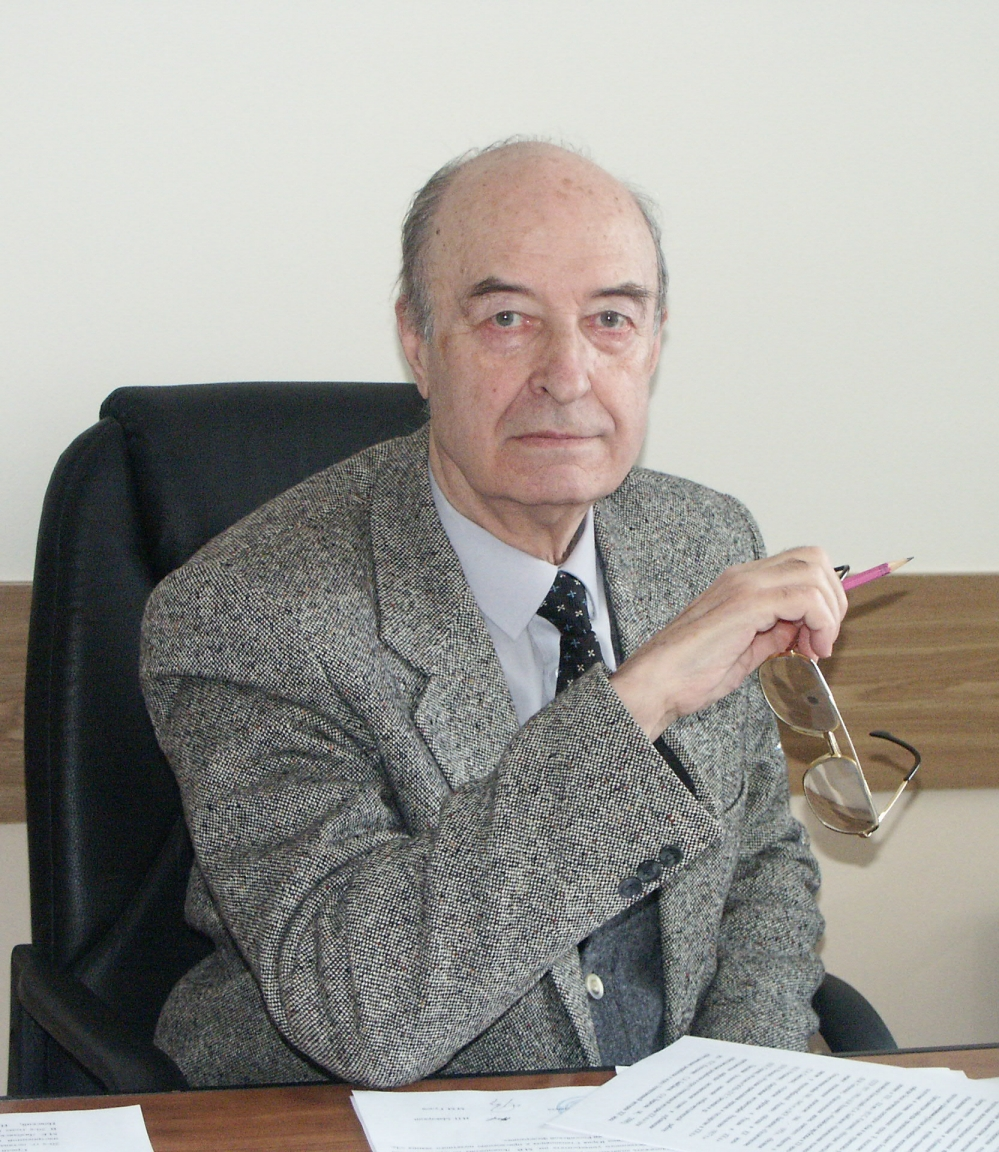
Юрий Кукушкин

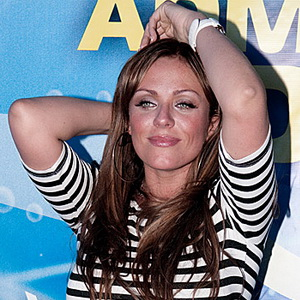
Юлия Началова

- Бисенкулы, Темирхан (69) — советский, узбекский и казахстанский тренер по самбо и казакша курес, мастер спорта СССР[161].
- Густафссон, Бенгт (85) — шведский военачальник, Верховный Главнокомандующий шведскими вооружёнными силами (1986—1994)[162].
- Дадабаев, Абдурахман (87)  — советский и таджикский партийный и государственный деятель, секретарь ЦК КП Таджикской ССР[163].
- Дейл, Дик (81) — американский гитарист игравший в стиле сёрф-рок[164].
- Иваницкая, Людмила Петровна (90) — советский и российский микробиолог, член-корреспондент АМН СССР—РАМН (1988—2014), член-корреспондент РАН (2014)[165].
- Иванов, Вячеслав Александрович (80) — советский футболист («Труд» Воронеж), мастер спорта СССР[166].
- Каллаган, Кэтрин (87) — американская лингвистка и активистка против абортов, основательница антиабортной ассоциации Feminists for Life[англ.][167].
- Кеменер, Янн-Фанш (61) — французский певец, собиратель бретонских песен[168].
- Кукушкин, Юрий Степанович (89) — советский и российский историк, декан исторического факультета МГУ (1971—1995), академик РАН (1991; академик АН СССР с 1987)[169].
- Лули, Мохаммед Махмуд ульд Ахмед (76) — мавританский военный и государственный деятель, председатель Военного комитета национального спасения (1979—1980)[170].
- Началова, Юлия Викторовна (38) — российская певица, актриса и телеведущая[171].
- Олуич, Гроздана (84) — сербская писательница[172].
- Фафард, Джо (76) — канадский скульптор[173].
- Хаммер, Барбара (79) — американский режиссёр, оператор и монтажёр, продюсер[174][175].
- Хэттен, Том (92) — американский актёр[176][177].
- Цукерник, Эдуард Григорьевич (81) — советский и немецкий шашист[178].
- Шолтыс, Михал (86) — словацкий лыжник и тренер по горнолыжному спорту[179].
- Эрдман, Ричард (93) — американский актёр[180][181].

## 15 марта

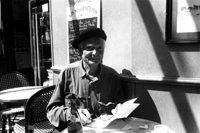
Уильям Мервин

- Абдулазизова, Дильбар Сабитовна (68) — узбекская театральная актриса, народная артистка Республики Узбекистан (2013)[182].
- Алинари, Лука (75) — итальянский художник[183].
- Джонс, Джонни (60) — американский легкоатлет, игрок в американский футбол, чемпион летних Олимпийских игр в Монреале (1976) в эстафете 4×100 м[184].
- Иванов, Игорь Валентинович (61) — украинский кинооператор-постановщик художественных фильмов[185].
- Игнатьева, Нина Александровна (95) — советский и российский кинокритик[186].
- Каримов, Ильгиз Мустафович (77) — советский и российский писатель и переводчик, сын Мустая Карима[187].
- Лебедев, Юрий Дмитриевич (85) — советский и российский тренер по настольному теннису. Заслуженный тренер РСФСР[188].
- Мервин, Уильям Стэнли (91) — американский поэт, двукратный лауреат Пулитцеровской премии (1971, 2009)[189].
- Ногез, Доминик (76) — французский писатель, лауреат премии «Фемина» (1997)[190].
- Ришар, Жан-Пьер (96) — французский литературный критик[191].
- Скиба, Герхард (72) — австрийский государственный деятель, бургомистр Браунау-ам-Инн (1989—2010)[192].
- Усманов, Мираброр Зуфарович (71) — узбекский государственный и спортивный деятель, президент Национального олимпийского комитета Узбекистана (2013—2017), Федерации футбола Узбекистана (2006—2017) и Федерации футбола Центральной Азии (2015—2018), сенатор (2005—2017)[193].
- Хатчинс, Пол (73) — британский теннисист[194].
- Элайян, Атта (32) — новозеландский игрок в мини-футбол, игрок сборной, убит в результате стрельбы в мечетях Крайстчерча[195].
- Энвезор, Оквуи (55) — нигерийский искусствовед и писатель[196].
- Юссила, Осмо (81) — финский историк и политолог[197].

## 14 марта

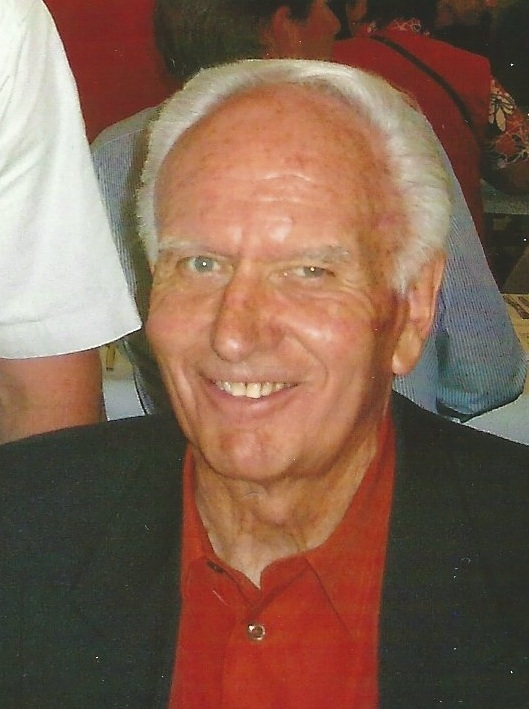
Курт Армбрустер

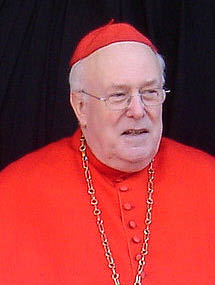
Годфрид Даннеелс

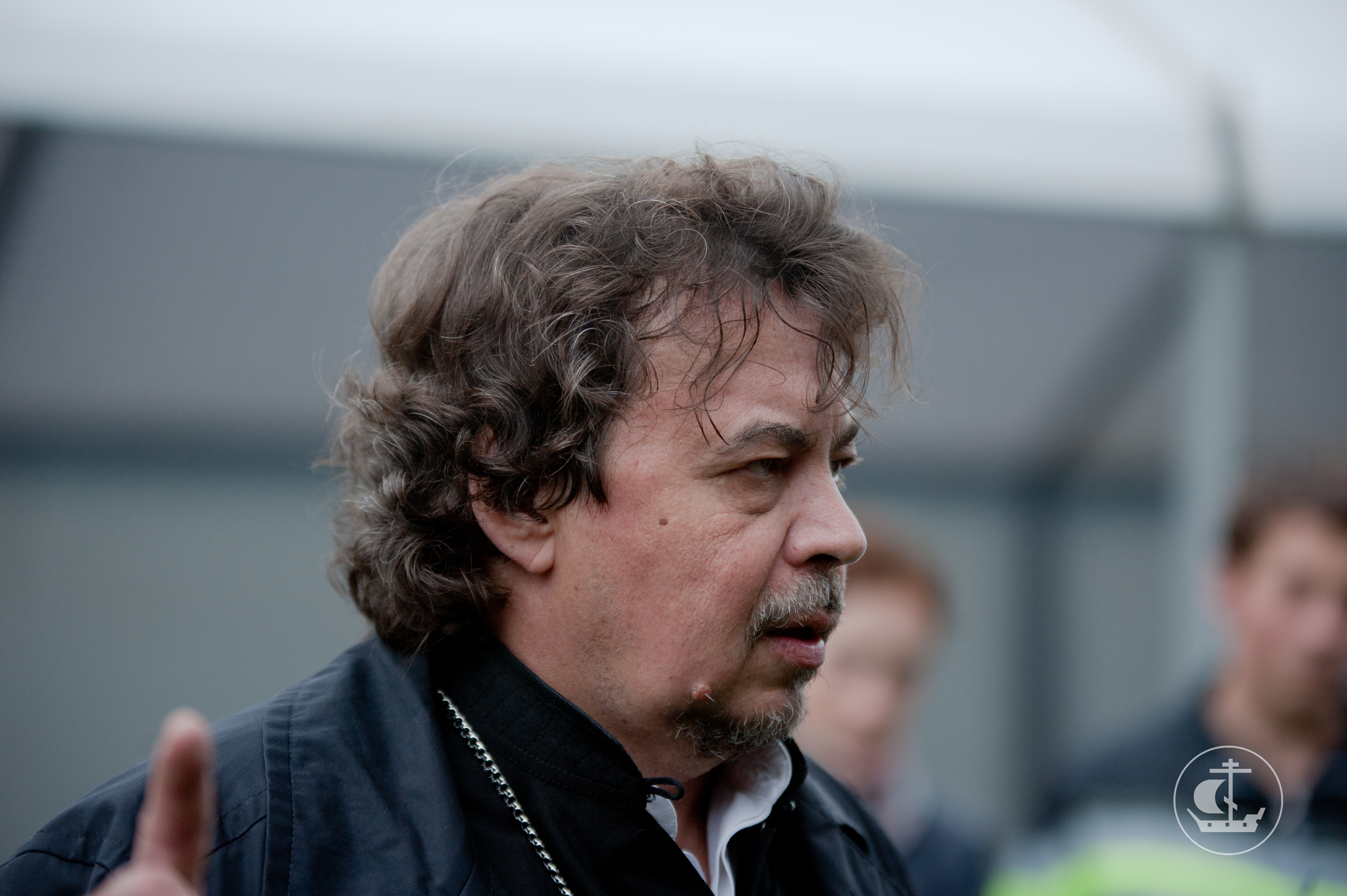
Маркелл (Ветров)

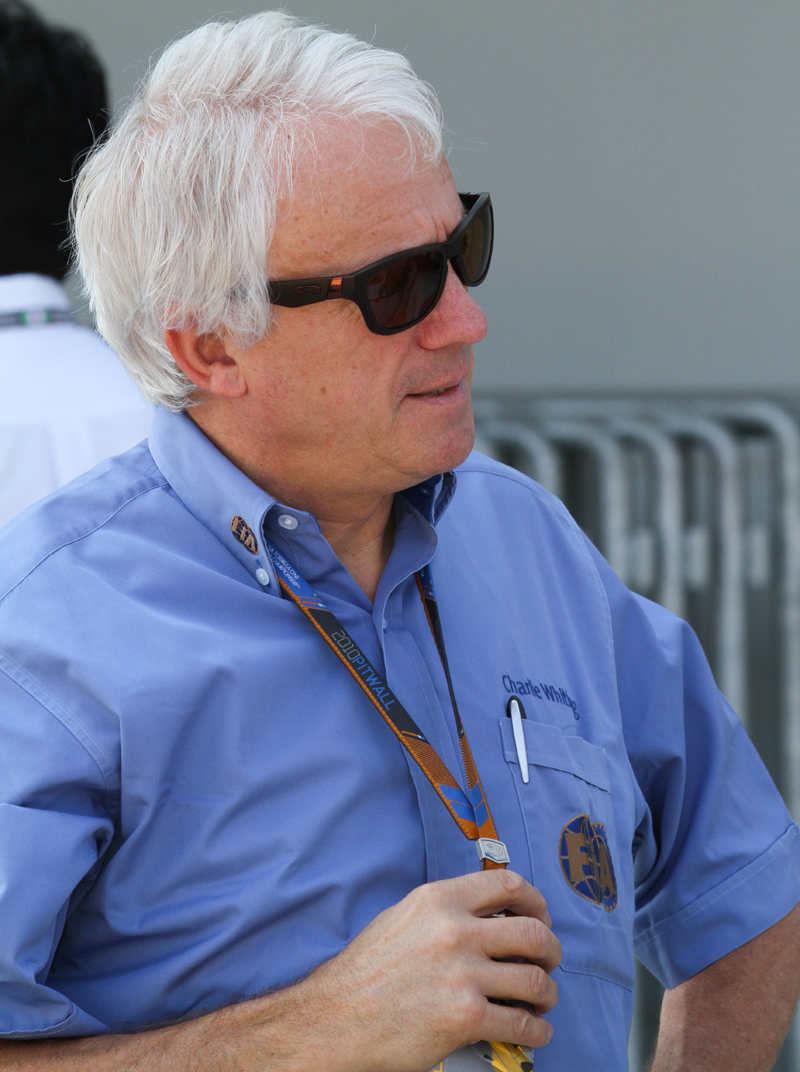
Чарли Уайтинг

- Алексеев, Георгий Михайлович (84) — советский и российский историк, доктор исторических наук (1978), профессор МГУ (1980)[198].
- Армбрустер, Курт (84) — швейцарский футболист, участник чемпионата мира (1966)[199].
- Бай, Бёрч Эван (91) — американский политический деятель, сенатор от штата Индиана (1963—1981)[200].
- Даннеелс, Годфрид (85) — бельгийский кардинал, архиепископ Мехелена-Брюсселя (1979—2010)[201].
- Зиндулка, Станислав (86) — чешский актёр, лауреат премии Чешский лев[202][203].
- Курдов, Владимир Георгиевич (94) — советский и российский художник, заслуженный художник Российской Федерации (2000)[204].
- Лаффан, Пэт (79) — ирландский актёр[205].
- Ледовских, Виктор Сергеевич (83) — советский футболист и тренер («Иртыш» Омск)[206].
- Маркелл (Ветров) (66) — архиерей Русской православной церкви; епископ Царскосельский, викарий Санкт-Петербургской епархии[207].
- Махалов, Геннадий Сергеевич (91) — советский партийный и государственный деятель, председатель Курганского горисполкома (1964—1976)[208]
- Новак, Илона (93) — венгерская пловчиха, чемпионка летних Олимпийских игр в Хельсинки (1952)[209].
- Уайтинг, Чарли (66) — гоночный директор «Формулы-1»[210].
- Хелениус, Харри (72) — финский дипломат, посол Финляндии в России (2004—2008), Германии (2008—2011) и Швеции (2011—2014).
- Шаломов, Илья Иванович (71) — российский невролог, доктор медицинских наук (1995), профессор[211].

## 13 марта

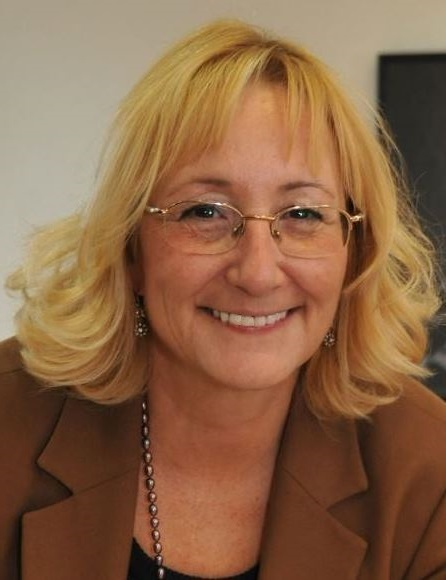
Берил Дедеоглу

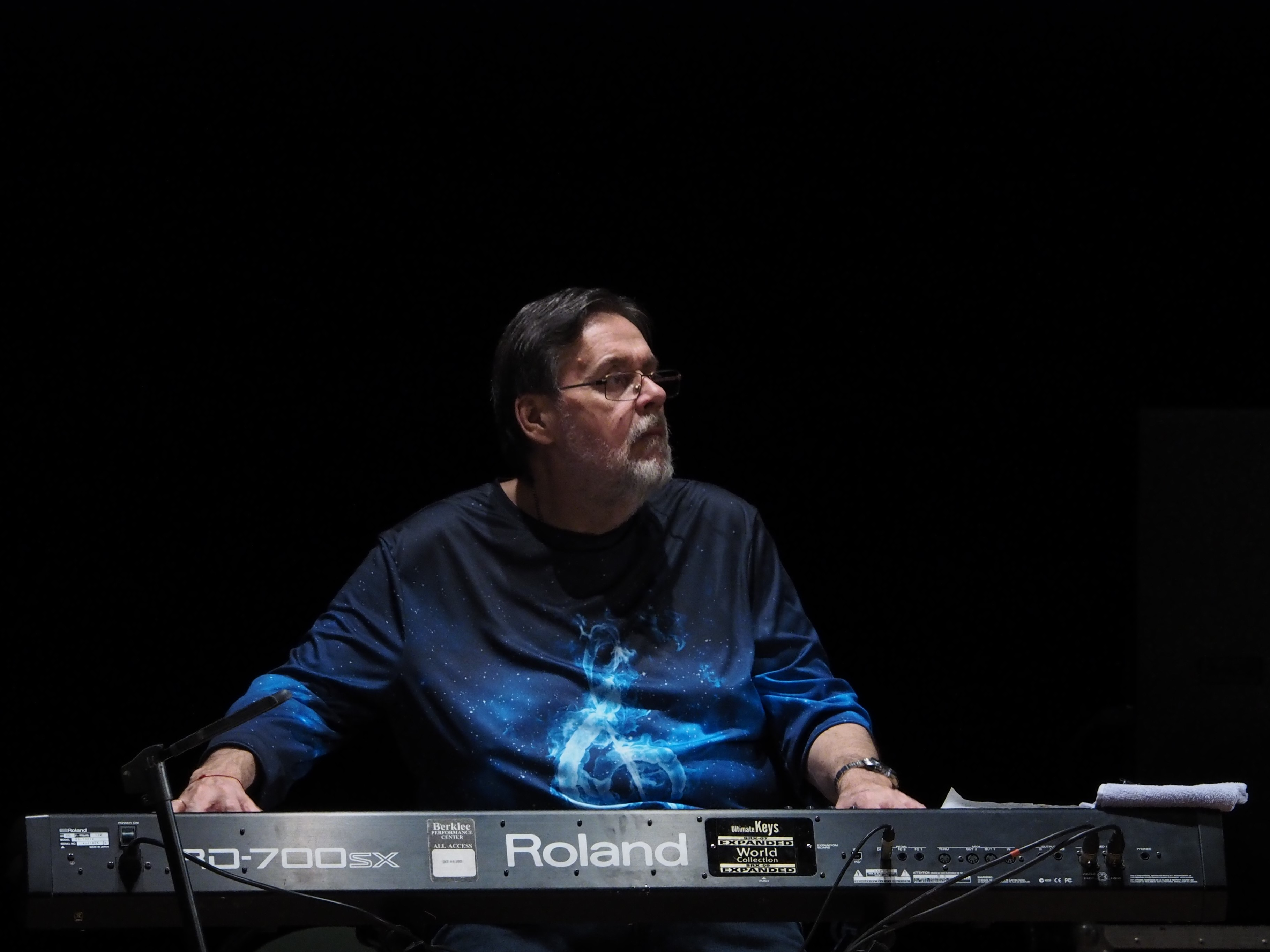
Юрий Капетанаки

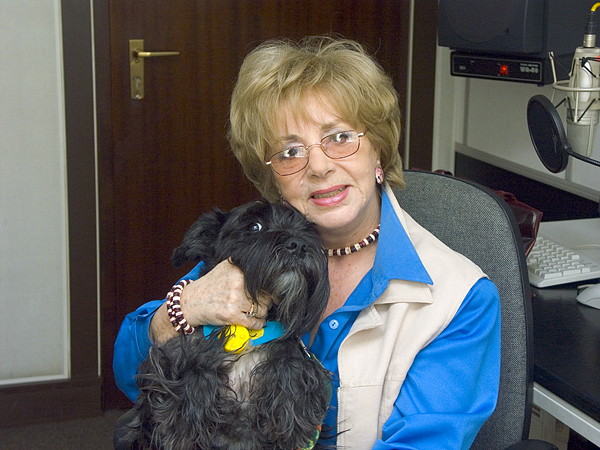
Зофья Червиньская

- Аннинская, Мария Львовна (60) — российская поэтесса и литературная переводчица, дочь Льва Аннинского[212].
- Голубович, Загорка (89) — югославский и сербский философ и социолог, профессор, главный редактор журнала «Гледиште, социология и философия»[213].
- Дедеоглу, Берил (57) — турецкий государственный деятель, министр Турции по делам Европейского Союза (2015)[214].
- Кали, Франческо (53) — американский гангстер, глава семьи Гамбино (2015—2019); убит[215].
- Капетанаки, Юрий Константинович (68) — российский джазовый пианист, руководитель группы V.I.P-jazzband[216].
- Назарян, Арег Арменович (54) — армянский рок-музыкант и композитор[217].
- Поллак, Андреа (57) — пловчиха ГДР, трёхкратная чемпионка летних Олимпийских игр: дважды в Монреале (1976) и один раз в Москве (1980), неоднократный олимпийский призёр[218].
- Польский, Анатолий Афанасьевич (97) — советский и российский военный деятель и публицист, генерал-майор[219].
- Потанин, Валерий Викторович (64) — советский и российский актёр и театральный режиссёр, актёр Воронежского академического театра драмы им. А. В. Кольцова, народный артист Российской Федерации (2004)[220].
- Хьюз, Гарри (92) — американский государственный деятель, губернатор Мэриленда (1979—1987)[221].
- Червиньская, Зофья (85) — польская актриса театра, кино и телевидения[222].

## 12 марта

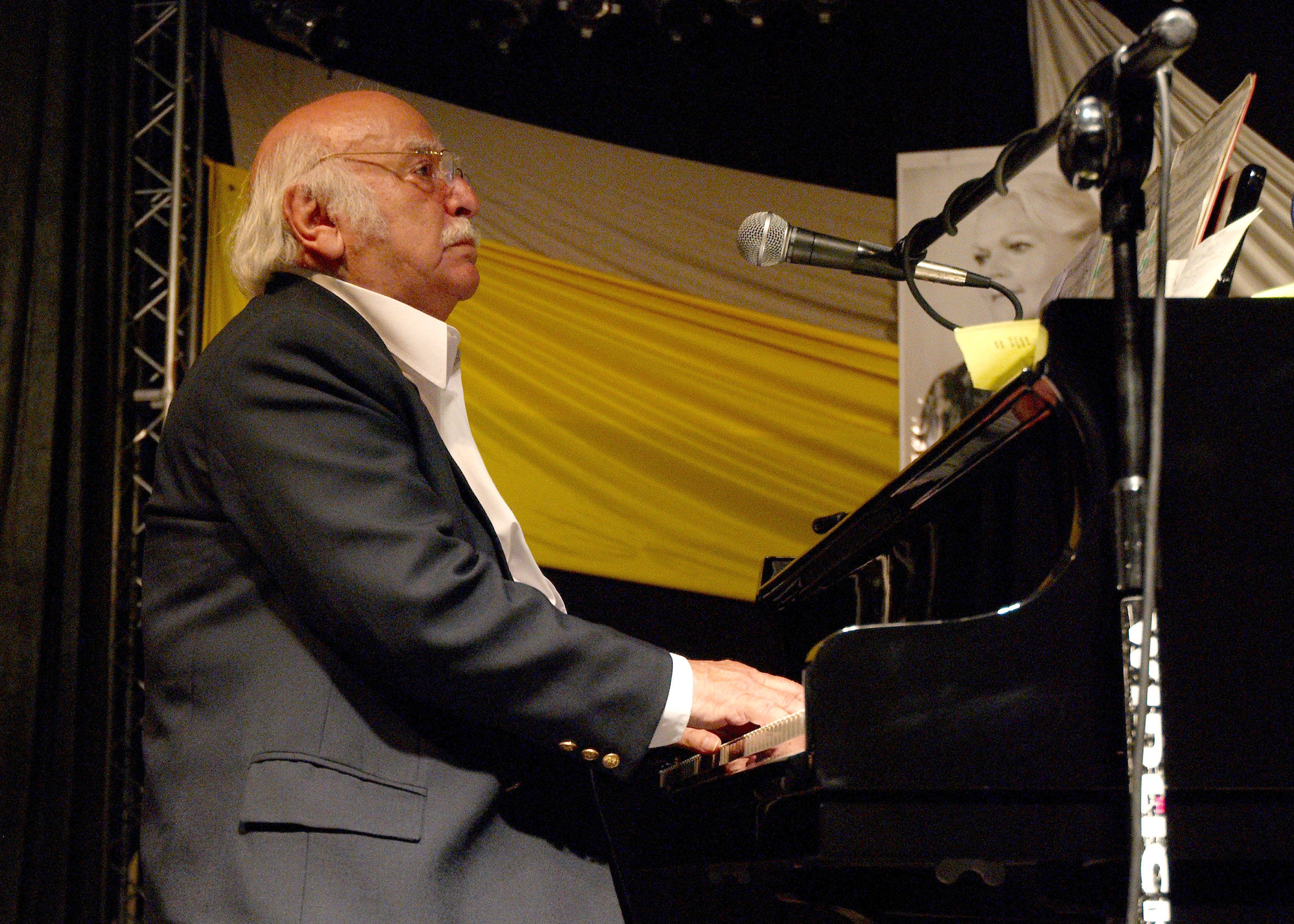
Леопольд Козловский

- Айвазян, Сергей Арутюнович (84) — советский и российский экономист, доктор физико-математических наук (1975), профессор (1976)[223].
- Алексеев, Геннадий Александрович (76) — советский и российский спортивный функционер и тренер по фигурному катанию, генеральный секретарь Федерации фигурного катания России (1992—2002), заслуженный тренер РСФСР (1986 или 1988)[224].
- Била, Вера (64) — чешская цыганская певица и киноактриса[225].
- Киселёв, Николай Григорьевич (90) — советский передовик промышленного производства, рабочий торфопредприятия «Пельгорское» Ленинградского торфяного треста Тосненского района Ленинградской области, Герой Социалистического Труда[226].
- Козловский, Леопольд (100) — польский композитор, пианист и дирижёр, известный как «последний клезмер Галиции»[227].
- Кононов, Вадим Петрович (78) — советский и российский художник[228].
- Полонский, Виталий Борисович (62) — украинский математик, заслуженный учитель Украины (2000), автор школьных учебников по математике[229].
- Ричардсон, Джон[англ.] (95) — британский искусствовед, исследователь творчества Пабло Пикассо[230].
- Хофманн, Мирек (83) — чешский кантри-певец, композитор и поэт-песенник, руководитель кантри-группы Greenhorn[231].

## 11 марта

Коутиньо

- Атари, Йона (85) — израильская актриса и певица[232].
- Бутейко, Антон Денисович (71) — украинский дипломат и государственный деятель, депутат Верховной Рады Украины II созыва, посол Украины в США (1998—1999), посол Украины в Румынии (до 2003)[233].
- Елисеев, Олег Павлович (71) — российский психолог, доктор философских наук (2004), профессор[234].
- Коутиньо (75) — бразильский футболист клуба «Сантос» и сборной Бразилии, чемпион мира в Чили (1962)[235].
- Найдич, Юрий Владимирович (89) — советский и украинский материаловед академик НАН Украины (1993; академик АН УССР с 1988)[236].
- Спиваковский, Арнольд Арнольдович (51) — российский предприниматель, директор гостиниц[237].
- Херхадзе, Джемал Ноевич (74) — советский футболист, нападающий, выступавший за клуб «Торпедо» (Кутаиси) (1962—1976), мастер спорта СССР, заслуженный тренер Грузинской ССР[238].
- Чиримпей, Виктор (79) — советский и молдавский фольклорист, исследователь молдавского и румынского фольклора[239].
- Чирино, Мартин (94) — испанский скульптор[240].
- Шроль, Платон Лаврентьевич (91) — советский передовик промышленного производства, формовщик ленинградского завода «Знамя труда», Герой Социалистического Труда (1971)[241].

## 10 марта

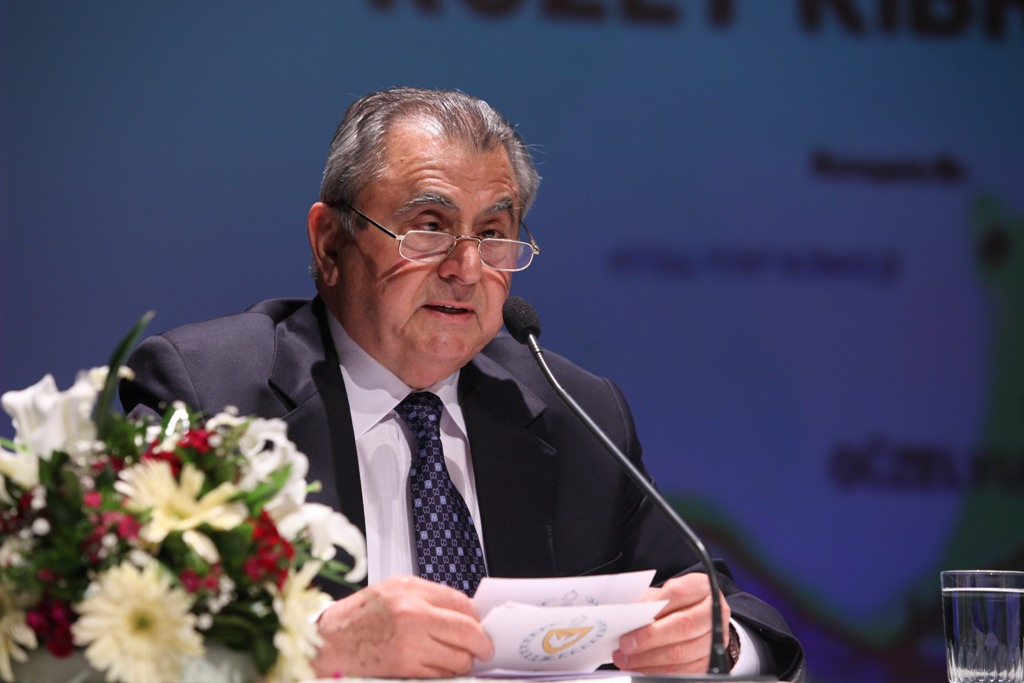
Ирсен Кючюк

- Бондарева, Валентина Яковлевна (85) — советский и российский почвовед-географ, специалист по гидрологии почв [источник не указан 2324 дня].
- Иванов-Утучур, Николай Николаевич (82 или 83) — советский и российский якутский писатель[242].
- Кючюк, Ирсен (79) — турецко-киприотский политический деятель, премьер-министр Турецкой Республики Северного Кипра (2010—2013)[243].
- Мазченко, Юрий Николаевич (83) — советский и российский альтист, заслуженный деятель искусств Российской Федерации (2005)[244].
- Першин, Александр Алексеевич (66) — советский хоккеист с мячом, чемпион мира (1977, 1979), заслуженный мастер спорта СССР (1989)[245].
- Ржешевский, Олег Александрович (94) — советский и российский историк, президент Ассоциации историков Второй мировой войны, доктор исторических наук, профессор[246].
- Спанудакис, Алекос (91) — греческий баскетболист, бронзовый призёр чемпионата Европы в Каире (1949)[247].
- Станевский, Флориан (73) — польский актёр[248].
- Хейли, Луи (93) — австралийский хоккеист на траве, вратарь.
- Файстмантль, Йозеф (80) — австрийский саночник, чемпион зимних Олимпийских игр в Инсбруке (1964)[249].

## 9 марта

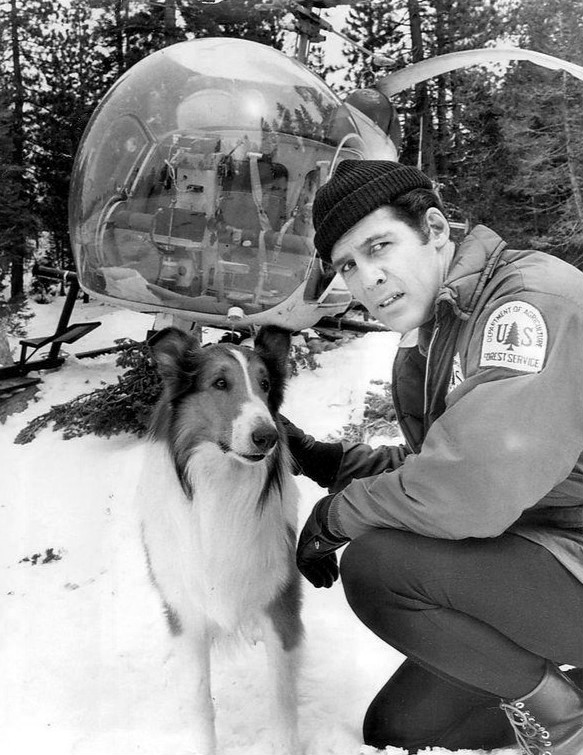
Джед Аллан

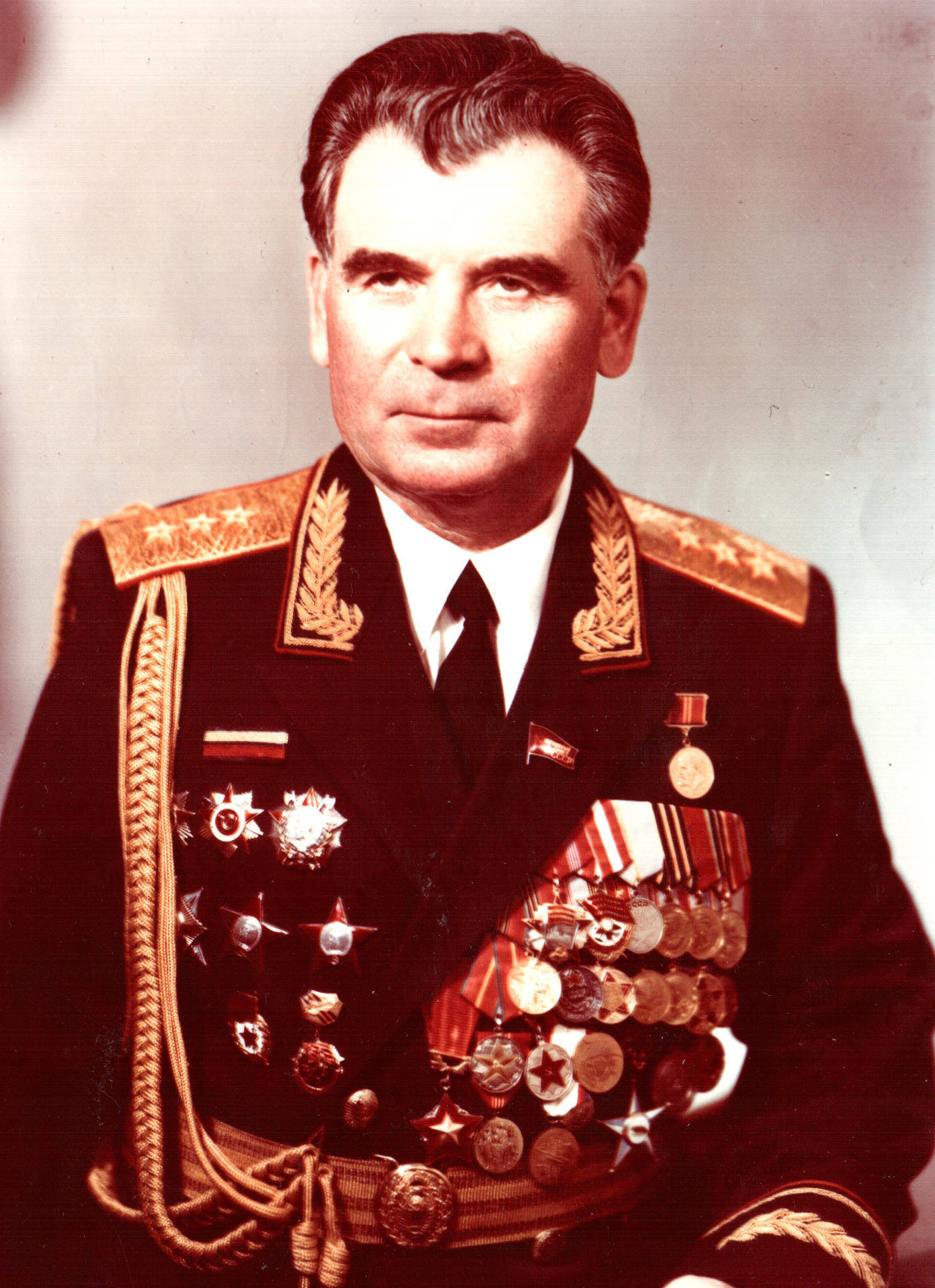
Григорий Борисов

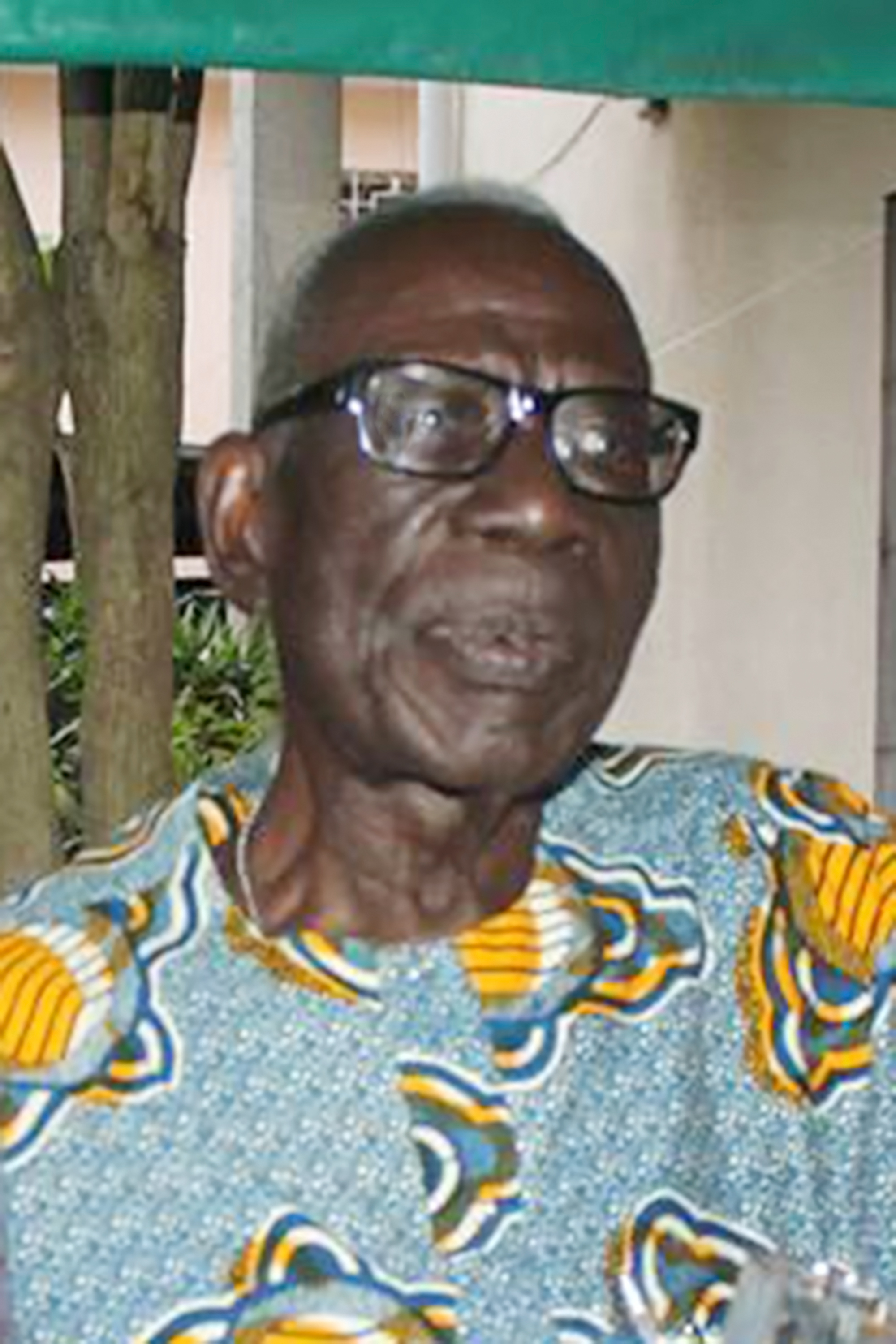
Бинлин Бернар Дадье

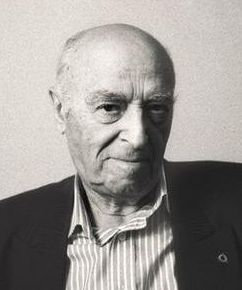
Владимир Этуш

- Аллан, Джед (84) — американский актёр кино, телевидения и театра[250].
- Борисов, Григорий Григорьевич (94) — советский военачальник, командующий Центральной группой войск (1980—1984), генерал-полковник (1981)[251].
- Валиев, Борис Ибрагимович (63) — российский спортивный журналист, главный редактор журнала «Олимпийская панорама»[252].
- Гранперре, Патрик (72) — французский режиссёр, сценарист и продюсер[253].
- Дадье, Бернар Бинлин (103) — ивуарийский писатель, драматург и фольклорист, министр культуры (1977—1986)[254].
- Задыхин, Геннадий Васильевич (78) — советский и российский государственный и общественный деятель, председатель Куйбышевского горисполкома (1984—1988)[255].
- Заспицкий, Андрей Михайлович (95) — советский и белорусский скульптор, лауреат Государственной премии БССР (1976), лауреат Государственной премии СССР (1977)[256] Архивная копия от 17 января 2021 на Wayback Machine.
- Копылов, Виктор Ефимович (87) — советский и российский гидрогеолог, доктор технических наук, профессор, ректор Тюменского индустриального института (1973—1986)[257].
- Красноцветов, Павел Григорьевич (87) — настоятель Казанского собора Санкт-Петербурга (с 1996 года), протоиерей (1974)[258].
- Махеля, Тадеуш (66) — польский композитор, певец и музыкант[259].
- Паталов, Евгений Гургенович (93) — советский и армянский государственный деятель, министр внутренних дел Армянской ССР (1974—1983)[260].
- Хо Ён Мо (53) — южнокорейский боксёр, бронзовый призёр чемпионата мира по боксу в Мюнхене (1982)[261].
- Этуш, Владимир Абрамович (96) — советский и российский актёр театра и кино, ректор Высшего театрального училища имени Щукина (1987—2003), художественный руководитель Театрального института имени Бориса Щукина (с 2003 года), народный артист СССР (1984), полный кавалер ордена «За заслуги перед Отечеством»[262].
- Яноушкова, Атька (88) — чешская актриса[263].

## 8 марта

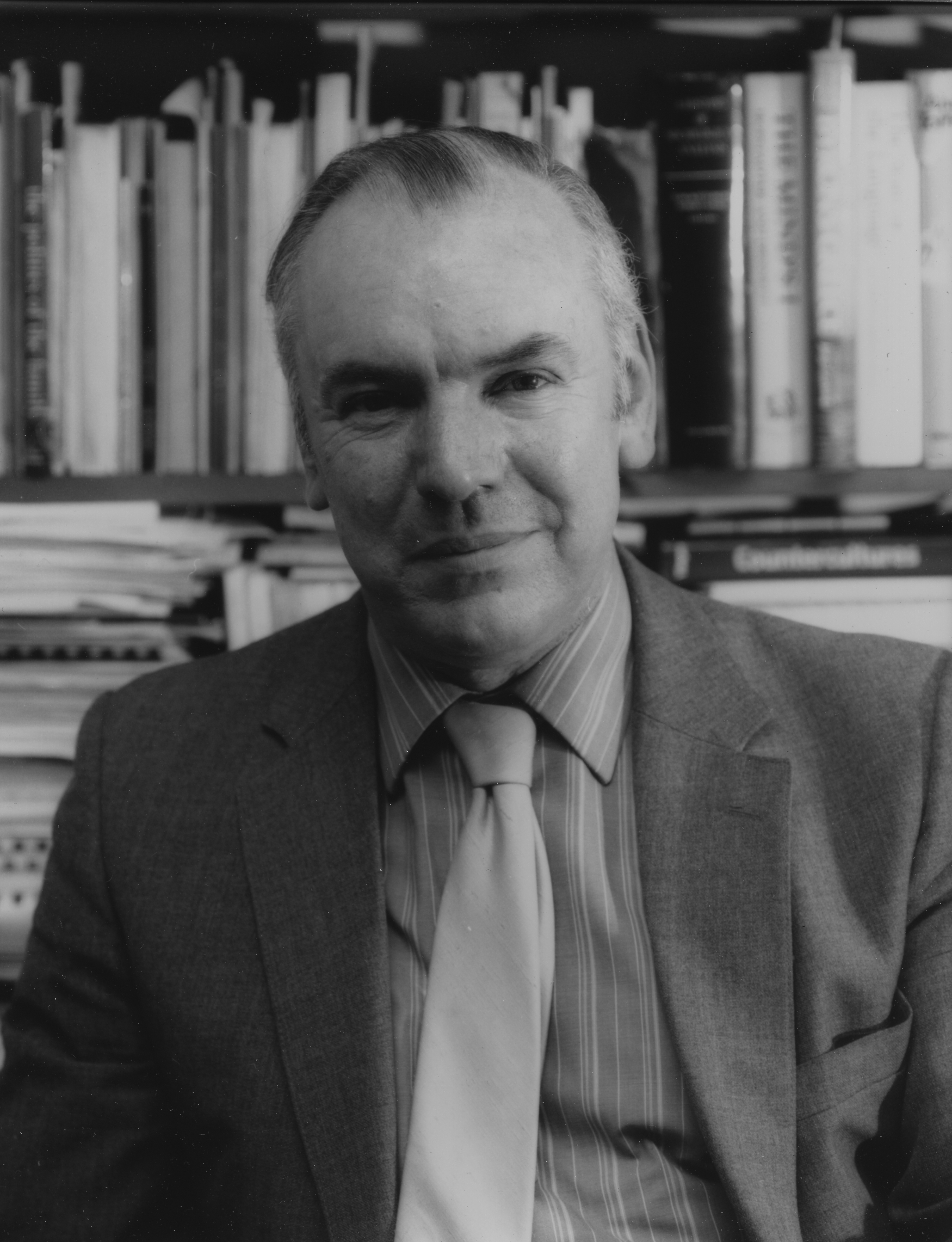
Дэвид Мартин

- Гилен, Михаэль Андреас (91) — австрийский дирижёр и композитор[264].
- Каширский, Валерий Геннадьевич (55) — российский музыкант, руководитель ансамбля гармонистов «Русский строй» (Астрахань)[265].
- Красков, Юрий Николаевич (87) — советский и российский певец и артист оперетты, солист Воронежского театра оперы и балета, заслуженный артист Российской Федерации (2000)[266].
- Кэтлин, Келли (23) — американская велосипедистка, трёхкратная чемпионка мира (2016, 2017, 2018), серебряный призёр Олимпийских игр в Рио-де-Жанейро (2016); самоубийство[267].
- Лежачёв, Георгий Васильевич (70) — советский волейболист, чемпион СССР, мастер спорта СССР, тренер и судья всесоюзной категории по волейболу[268].
- Мартин, Дэвид (89) — британский социолог, член Британской академии[269].
- Месроп II (61) — Константинопольский патриарх Армянской апостольской церкви (1998—2016)[270].
- Найкруг, Джордж (100) — американский виолончелист[271].
- Сильнов, Виктор Григорьевич (69) — российский фотохудожник[272].
- Уоттерсон, Майк (76) — английский спортивный предприниматель, бизнесмен и комментатор[273].

## 7 марта

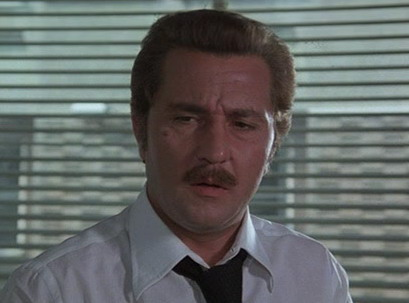
Пино Карузо

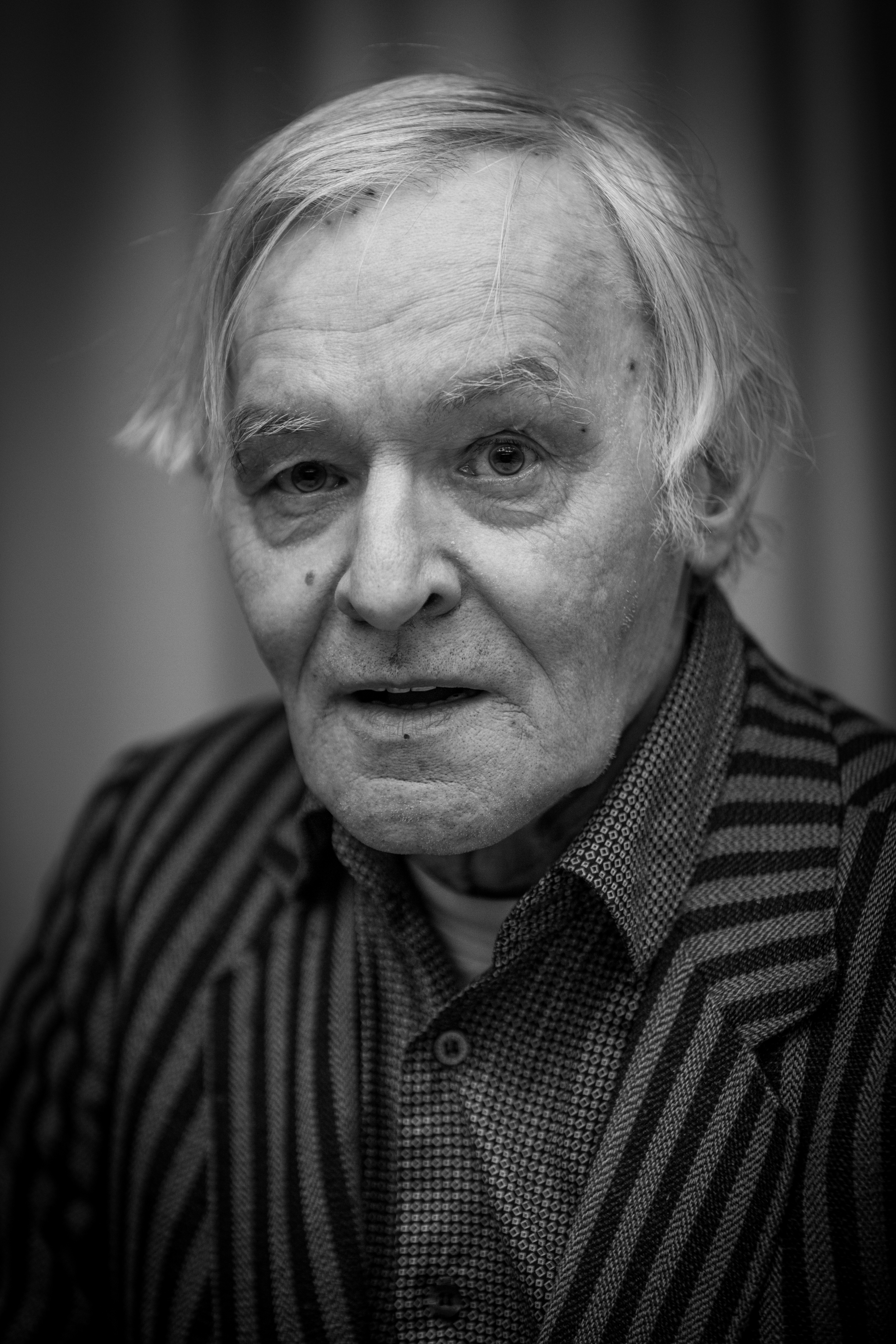
Гийом Фай

- Бескоровайный, Андрей Иванович (100) — советский полиграфист, генерал-майор (1982)[274].
- Бордман, Джозеф (70) — американский менеджер, президент и генеральный директор Amtrak (2000—2016)[275].
- Зиганшина, Насима Мансуровна (92) — советская и российская актриса, артистка Мензелинского татарского драматического театра (с 1946), заслуженная артистка РСФСР (1957)[276].
- Зырянов, Владимир Александрович (59) — советский и российский велосипедист и тренер по велоспорту, мастер спорта международного класса[277].
- Карузо, Пино (84) — итальянский актёр и телеведущий[278].
- Касселс, Симон (91) — британский военно-морской деятель, второй морской лорд (1982—1986)[279].
- Кребер, Уильям (87) — американский арт-директор, трёхкратный номинант на премию «Оскар»[280].
- Лейн, Патрик (79) — канадский поэт[281].
- Минасян, Виктор Меликович (77) — советский и российский скрипач и дирижёр, заслуженный деятель искусств Российской Федерации (2002)[282].
- Персико, Кармине (85) — американский криминальный деятель, глава семьи Коломбо[283].
- Росто (50) — голландский художник и кинорежиссёр-аниматор[284].
- Селифонов, Иван Иванович (96) — советский военный лётчик, Герой Советского Союза (1945)[285].
- Унтилов, Александр Яковлевич (99)[значимость?] — ветеран Великой Отечественной войны[286].
- Фай, Гийом (69) — французский эссеист[287].
- Хартаганов, Геннадий Ефремович (74) — советский и российский скульптор, мастер резьбы по дереву[288].
- Холл, Ральф (95) — американский государственный деятель, член Палаты представителей США от штата Техас (1981—2015)[289].
- Чэнь Цзыинь (90) — китайский врач, академик Китайской академии наук (1997)[290].
- Шейнберг, Сидни (84) — американский юрист и деятель киноиндустрии, президент Universal Studios (1973—1995)[291].
- Щепин, Олег Прокопьевич (86) — советский и российский учёный, специалист в области социальной гигиены и организации здравоохранения, и. о. министра здравоохранения СССР (1986—1987), академик РАМН (1994—2013), академик РАН (2013)[292].

## 6 марта

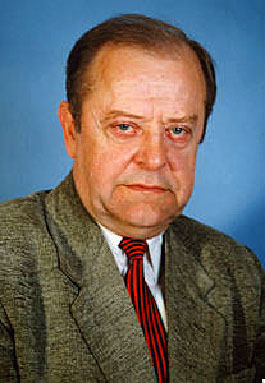
Игорь Капцугович

- Ануфриенко, Андрей Викторович (48) — российский конькобежец, участник зимних Олимпийских игр 1994 года в Лиллехаммере и 1998 года в Нагано[293].
- Бронштейн, Идел Ушерович (82) — советский, молдавский и американский математик[294].
- Гочев, Димитр (83) — болгарский общественный и государственный деятель, судья Конституционного суда Болгарии и Европейского суда по правам человека в Страсбурге[295].
- Дапоньи, Джеймс (78) — американский джазовый музыковед, пианист и дирижёр[296].
- Инголс, Рейчел (78) — британская писательница, лауреат премии «Лучший первый роман» Авторского клуба (1970)[297].
- Капцугович, Игорь Севастьянович (87) — советский и российский историк и организатор высшей школы, ректор Пермского государственного педагогического университета (1979—2001)[298].
- Креспо, Эрнесто (89) — аргентинский военный деятель, командующий ВВС Аргентины (1985—1989)[299].
- Матте Вальдес, Луис (85) — чилийский государственный деятель, министр жилищного строительства (1972—1973)[300].
- Морияма, Кайоко (78) — японская певица и актриса[301].
- Перес-Льорка, Хосе Педро (78) — испанский государственный деятель, министр иностранных дел Испании (1980—1982)[302].
- Рудиша, Даниэль (73) — кенийский спринтер, серебряный призёр летних Олимпийских игр в Мехико (1968) в эстафете 4×400 метров[303].
- Хабгуд, Джон (91) — британский англиканский прелат, архиепископ Йоркский (1983—1995)[304].
- Шнееман, Кэроли (79) — американская художница-феминистка[305][306].

## 5 марта

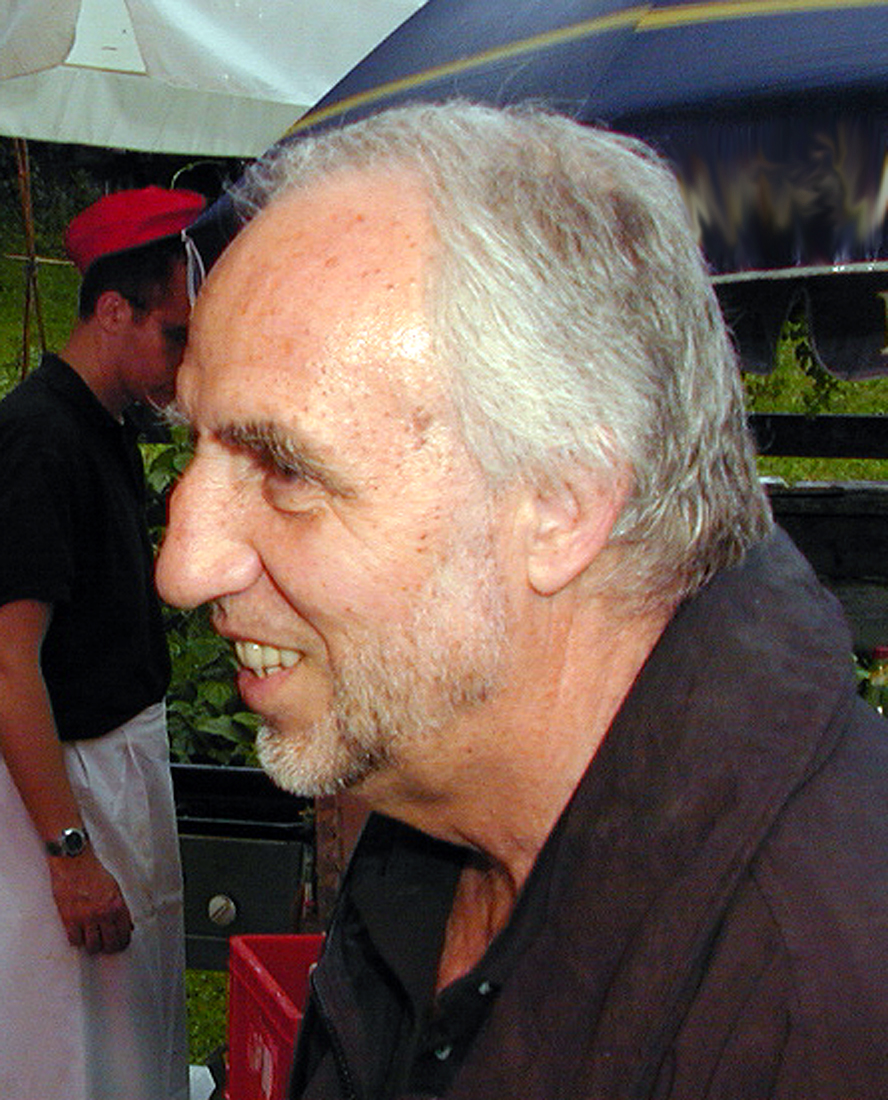
Жак Лусье

- Аскаров, Тендик Аскарович (81) — советский киргизский литературный критик, литературовед, государственный и общественный деятель, заслуженный деятель культуры Кыргызстана (1995), председатель Союза писателей Киргизии (1971—1986)[307].
- Бакши, Ким Наумович (88) — советский и российский писатель-арменовед[308].
- Бразиль, Энни (85) — филиппинская джазовая певица[309].
- Ирвин, Стивен (79) — канадский архитектор[310].
- Кир, Дэвид (95) — новозеландский геолог и организатор науки, генеральный директора Департамента научных и промышленных исследований (1980—1983)[311].
- Лешо, Миролюб (73) — сербский актёр кино и телевидения[312].
- Лусье, Жак (84) — французский композитор и пианист[313].
- Мацея, Анджей (83) — польский лыжник, участник зимних Олимпийских игр 1956 года в Кортина д’Ампеццо и 1960 года в Скво-Вэлли[314].
- Николаев, Сергей Дмитриевич (67) — советский и российский учёный, специалист в области текстильного производства, ректор Московского текстильного института (2002—2012)[315].
- Ожиганов, Александр Фёдорович (74) — русский поэт[316].
- Попович, Дору (87) — румынский композитор и музыковед[317].
- Риги, Эстебан (80) — аргентинский государственный деятель, министр внутренних дел (1973), генеральный прокурор (2004—2012)[318].
- Ромвебер, Сара (55) — американский музыкант (Let's Active)[319].
- Рольнова, Клавдия Ивановна (84) — передовик советской электронной промышленности, мастер Первого Московского завода радиодеталей, Герой Социалистического Труда (1966)[320].
- Рудавска, Мария (77) — словацкая художница[321].
- Ставанс, Абрахам (86) — мексиканский актёр[322].
- Стахеев, Валерий Андреевич (71) — советский и российский общественный деятель, один из основателей Саяно-Шушенского заповедника, заслуженный эколог Российской Федерации (1997)[323].
- Фархи, Морис (84) — турецкий писатель, вице-президент ПЕН-клуба (с 2001)[324].
- Шишкин, Олег Геннадьевич — российский и казахстанский художник[325].

## 4 марта

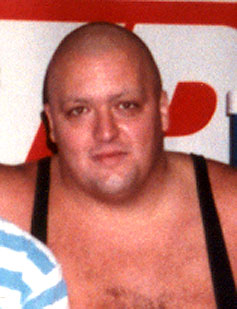
Кинг-Конг Банди

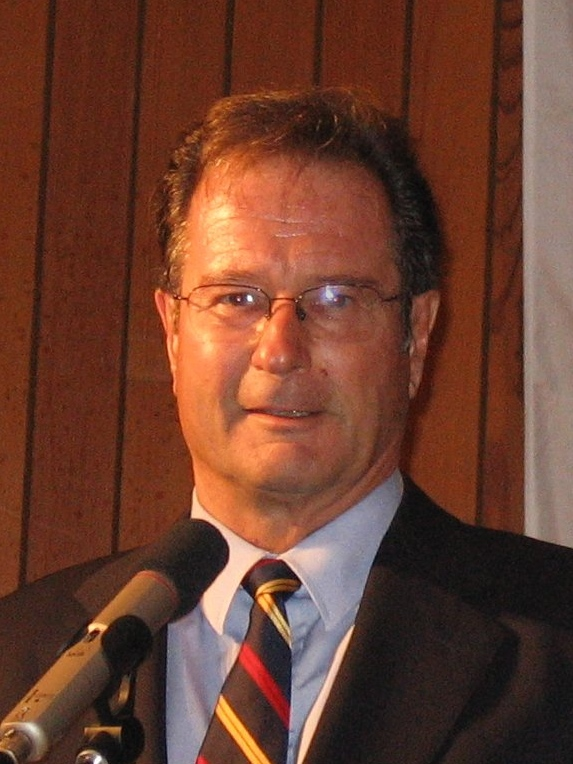
Клаус Кинкель

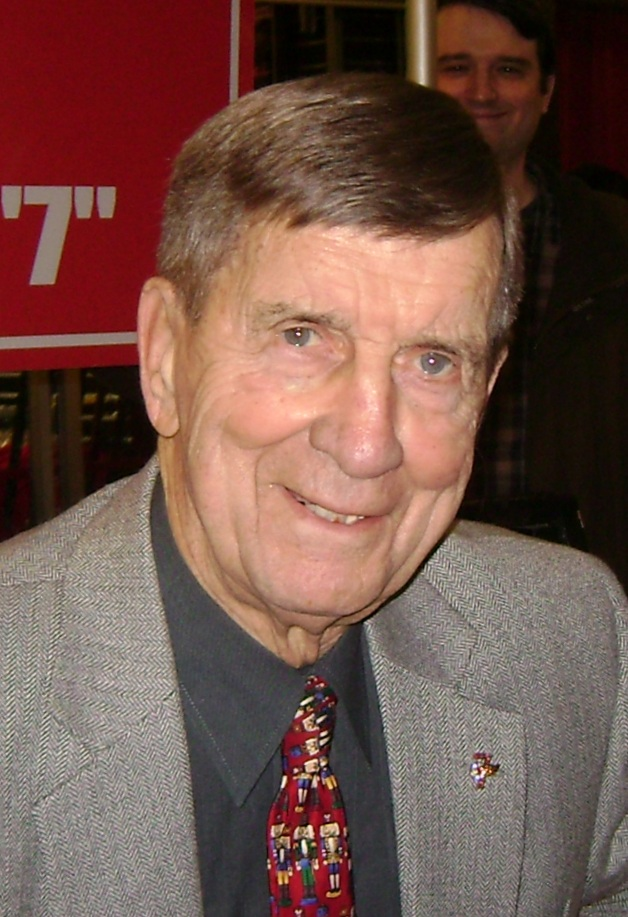
Тед Линдсей

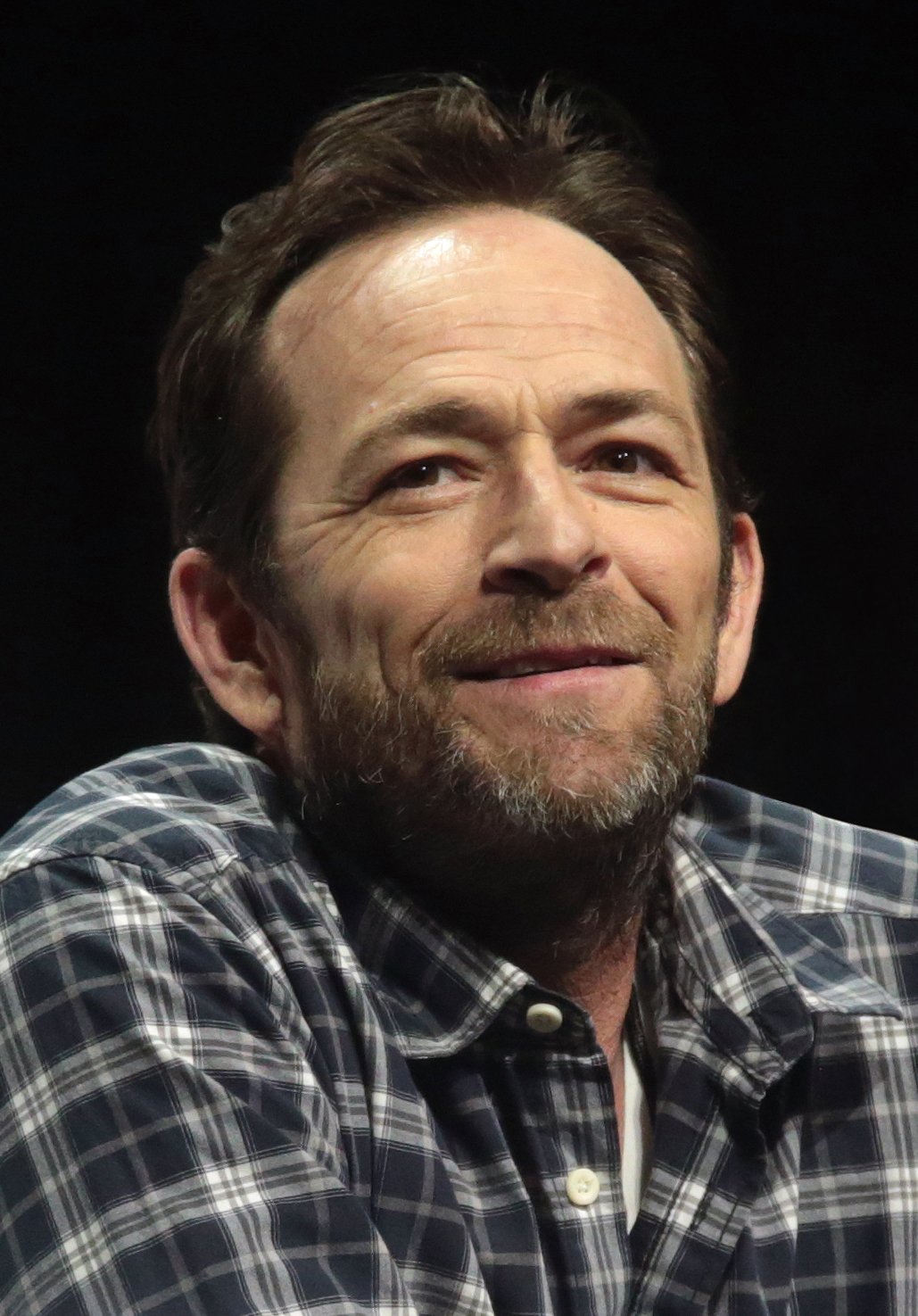
Люк Перри

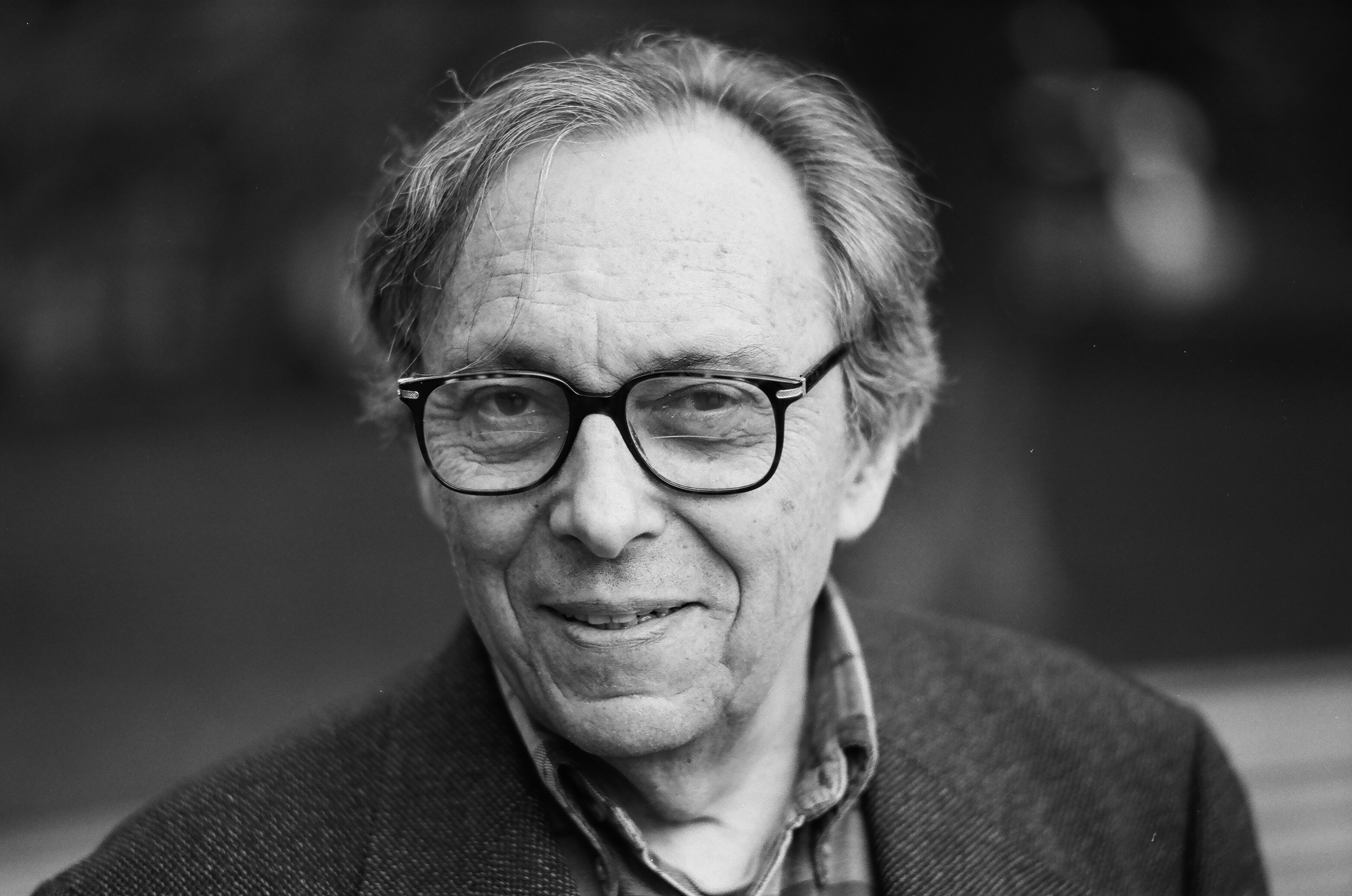
Жан Старобинский

Кит Флинт

- Верба, Сидней (86) — американский политолог, академик Национальной академии наук США (1983)[326].
- Заруски, Юрген (60) — немецкий историк[327].
- Ильин, Вадим Алексеевич (77) — российский радиофизик, доктор физико-математических наук (1992), профессор (1993)[328].
- Калдоу, Эрик (84) — шотландский футболист, игрок «Рейнджерс» и национальной сборной[329].
- Карлайон, Лес (76) — австралийский журналист и писатель[330].
- Кинг-Конг Банди (61) — американский рестлер[331][332].
- Кинкель, Клаус (82) — государственный деятель ФРГ, министр юстиции (1991—1992), министр иностранных дел (1992—1998), вице-канцлер (1993—1998), председатель СвДП (1993—1995)[333].
- Кознов, Дмитрий Георгиевич (93) — советский и российский актёр и режиссёр, заслуженный деятель искусств РСФСР (1985)[334].
- Корона, Хуан Вальехо (85) — американский и мексиканский серийный убийца и деятель криминального мира[335].
- Кумар, Венур (67) — индийский государственный деятель, министр гражданской авиации и министр туризма (1996)[336].
- Линдсей, Тед (93) — канадский хоккеист, выступавший в НХЛ за «Детройт Ред Уингз» и «Чикаго Блэкхокс», 4-кратный обладатель Кубка Стэнли[337].
- Максимов, Борис Константинович (84) — советский и российский электроэнергетик, доктор технических наук (1983), профессор (1985)[338].
- Мао Чжиюн (89) — китайский политический и государственный деятель, губернатор провинции Хунань (1977—1979), вице-председатель Народного политического консультативного совета Китая (1977—1979)[339].
- Перри, Люк (52) — американский актёр[340].
- Риос, Энтони (68) — доминиканский эстрадный певец и композитор[341].
- Старобинский, Жан (98) — швейцарский литературовед, литературный критик[342].
- Сумароков, Леонид Николаевич (80) — советский и австрийский учёный в области информатики, член-корреспондент РАН (1991; член-корреспондент АН СССР с 1984)[343].
- Тиганов, Александр Сергеевич (87) — советский и российский психиатр, академик РАМН (1999—2013), академик РАН (2013)[344].
- Туровская, Майя Иосифовна (94) — советский и немецкий театровед и кинокритик[345] .
- Флинт, Кит (49) — танцор и вокалист британской электронной группы The Prodigy; самоубийство[346].

## 3 марта

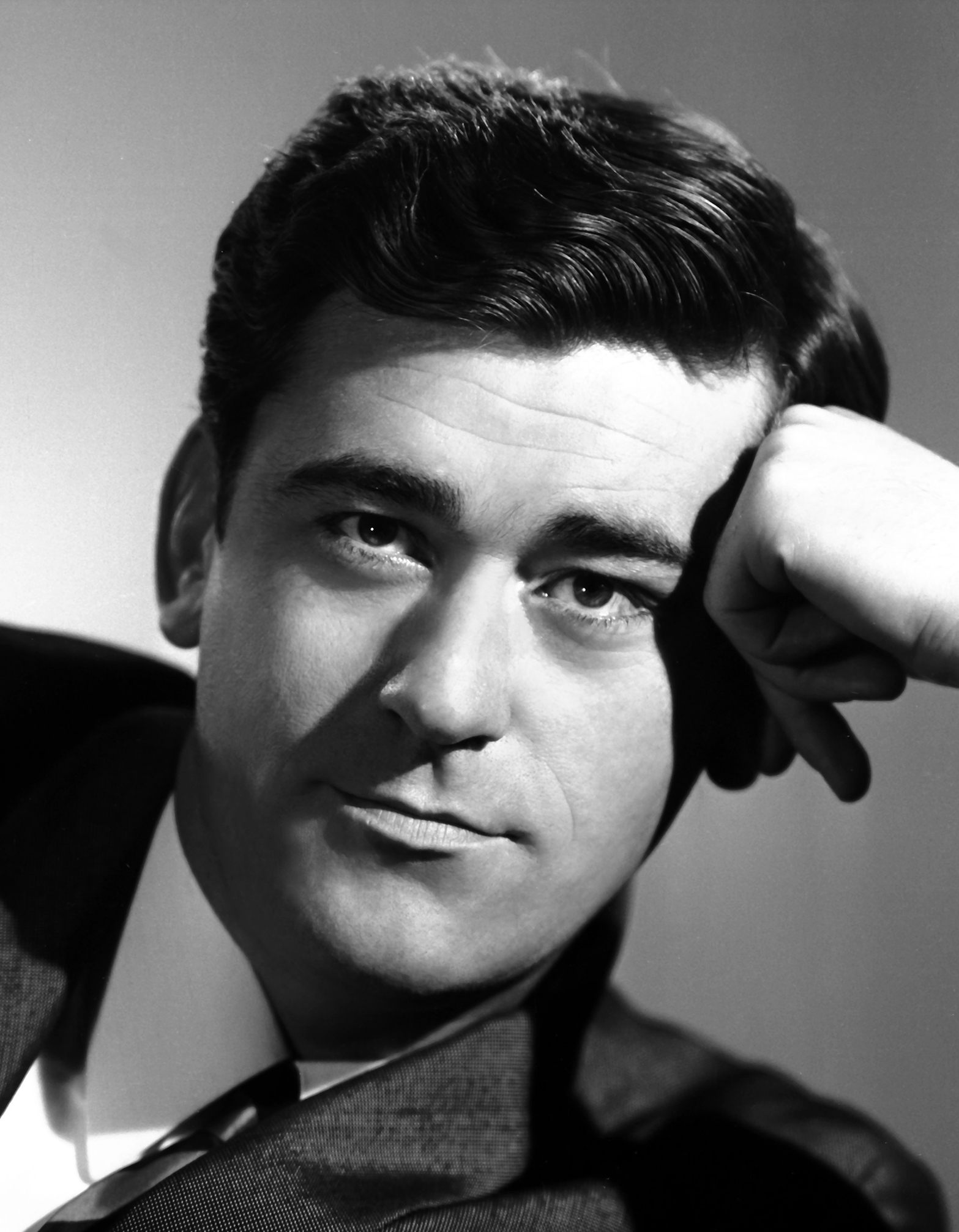
Янош Коош

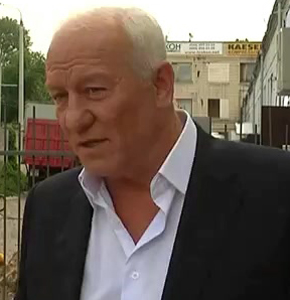
Сергей Романюк

- Алексеев, Анатолий Иванович (90) — советский и российский художник, народный художник РСФСР (1981), академик АХ СССР—РАХ (1988)[347].
- Боумен, Гарри Джозеф (69) — американский преступник, бывший глава интернационального мотоклуба «Outlaws MC»[348].
- Гамильтон-Бейли, Бен (63) — британский архитектор, ведущий специалист по общему пространству[349].
- Гарсиа Роха, Эльва Марта (72) — мексиканский политический деятель, основательница Революционно-демократической партии Мексики[350].
- Де Кастро, Лео (70) — новозеландский поп-певец и гитарист[351].
- Коош, Янош (81) — венгерский эстрадный певец и актёр (о смерти объявлено в этот день)[352].
- Ладрон де Гевара, Хосе Гарсиа (89) — испанский поэт и журналист, сенатор (1979—2000)[353].
- Огранович, Аполлон Сергеевич (76) — советский и украинский архитектор[354].
- Решетов, Юрий Сергеевич (77) — советский и российский правовед, доктор юридических наук (1991), профессор, автор текста Конституции Республики Татарстан[355].
- Романюк, Сергей Дмитриевич (65) — украинский актёр, народный артист Украины (1998)[356].
- Селиванов, Арнольд Сергеевич (83) — советский и российский конструктор радиосистем космических аппаратов, доктор технических наук, профессор[357].
- Тошкович, Урош (86) — югославский и черногорский художник[358].
- Херфорд, Питер (88) — британский органист и композитор[359].
- Хурамшин, Талгат Закирович (86) — советский и российский государственный и хозяйственный деятель, председатель Государственного комитета СССР по снабжению нефтепродуктами (1981—1985), Герой Социалистического Труда (1971)[360].
- Шопотов, Константин Антонович (87) — советский и российский военный деятель, писатель и археолог, контр-адмирал[361] (звание присвоено Сажи Умалатовой), в ВМФ СССР был капитаном 1 ранга.
- Юсеф, Абу Бакр (78) — египетский переводчик русской литературы, литературный редактор арабской версии газеты «Московские новости» (1969—1974)[362].

## 2 марта

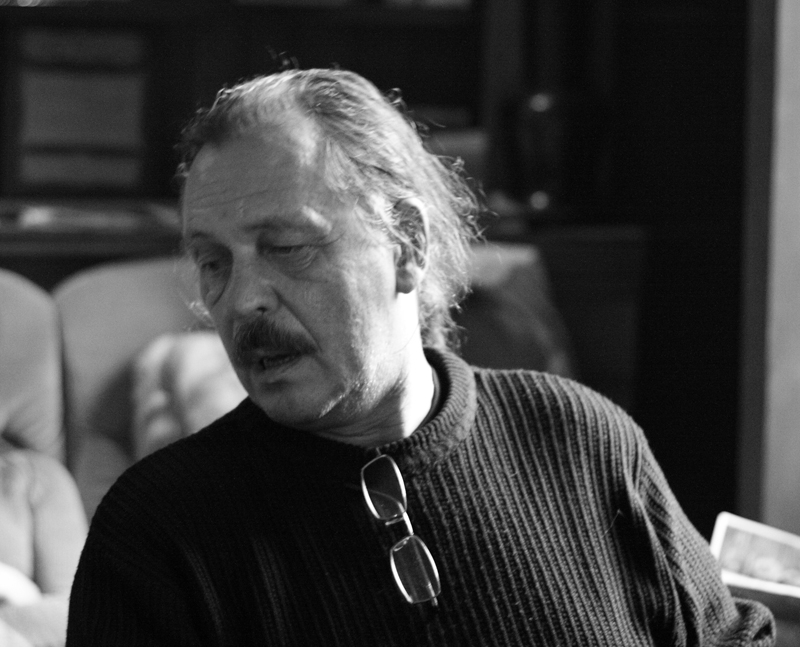
Василий Портяк

- Адхикари, Бхарат Мохан (82) — непальский государственный деятель, министр финансов Непала (1994—1995)[363].
- Аман, Рейнхольд (82) — немецкий лингвист, один из основателей маледиктологии[англ.][364].
- Баринг, Арнульф (86) — немецкий историк и политолог[365].
- Бехракис, Яннис (58) — греческий фотожурналист, лауреат Пулитцеровской премии (2016)[366].
- Грегори, Туллио (90) — итальянский философ[367].
- Губин, Александр Михайлович (83) — советский лыжник и биатлонист, серебряный призёр чемпионата мира по биатлону в Зальфельдене (1958)[368].
- Дединская, Елена Павловна (61) — российский композитор[369].
- Китс, Эд (104) — американский военно-морской деятель, контр-адмирал[370].
- Ланиадо, Эхуд (65) — бельгийский предприниматель-миллиардер[371].
- Мадаев, Омонулла (76) — советский и узбекский литературовед[372].
- Миллер, Кит Харви (94) — американский государственный деятель, губернатор Аляски (1969—1970)[373].
- Нейбурга, Андра (62) — латышская писательница и переводчица[374].
- Портяк, Василий Васильевич (66) — украинский писатель и киносценарист[375].
- Рид, Огден (93) — американский дипломат, посол США в Израиле (1958—1961) член Палаты представителей от штата Нью-Йорк (1963—1975)[376].
- Таибо, Беатрис (86) — аргентинская актриса[377].
- Хондо, Мед (82) — мавританский кинорежиссёр, кинопродюсер сценарист, актёр и монтажёр[378].
- Хелд, Дэвид (67) — британский политолог[379].
- Черноус, Сергей Александрович (75) — советский и российский географ, полярный исследователь, публицист[380].
- Шнайдер, Вернер (82) — австрийский актёр и сценарист[381].

## 1 марта

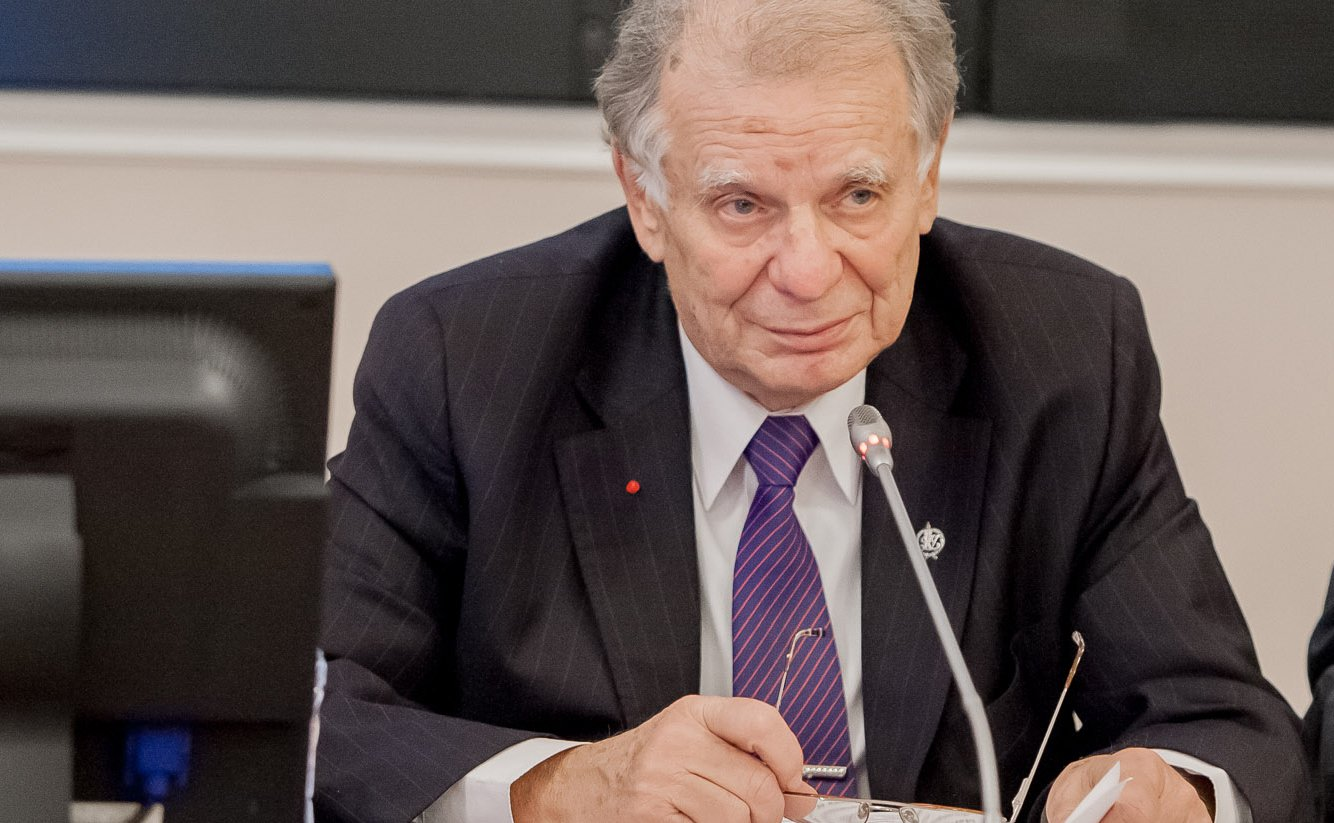
Жорес Алфёров

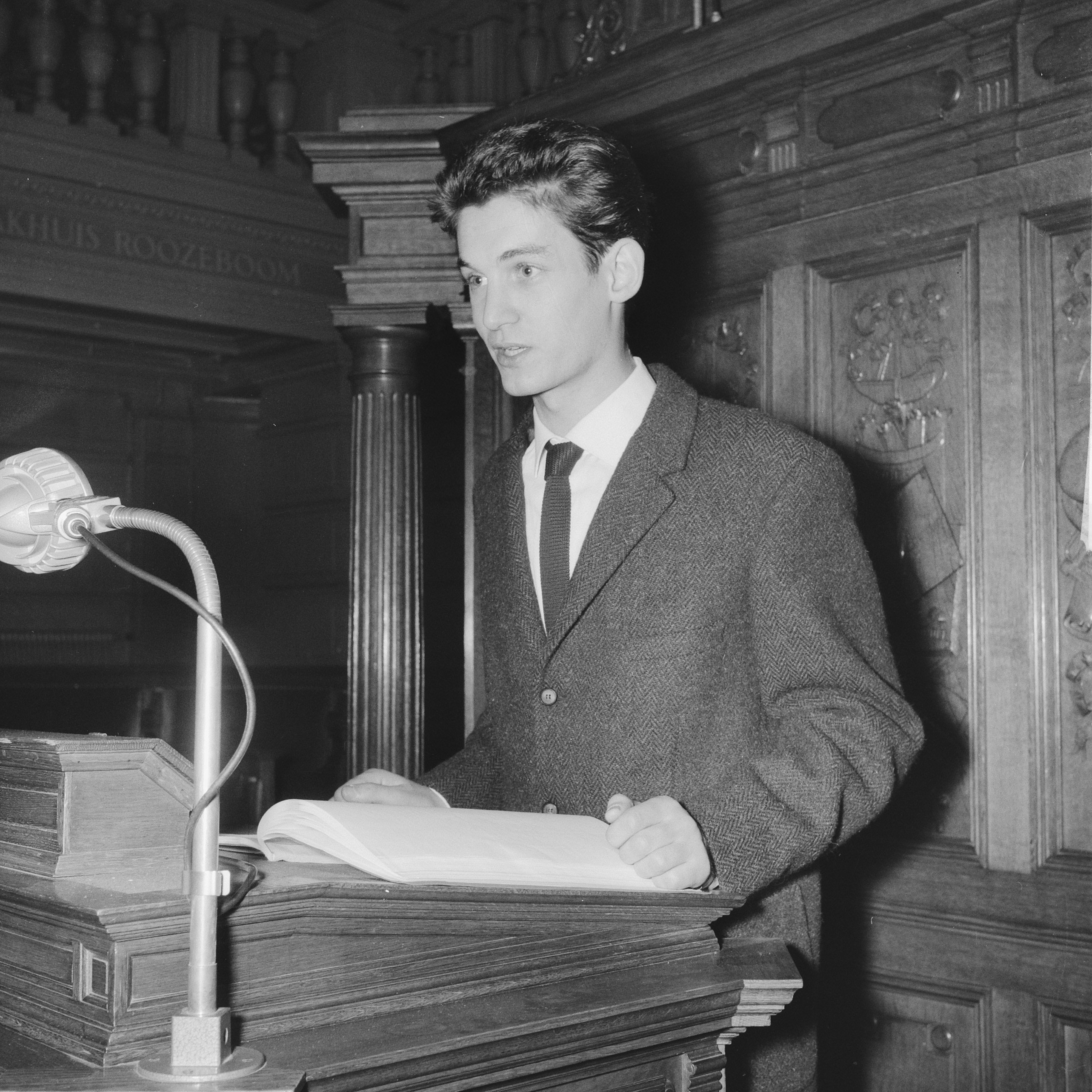
Петер ван Гестел

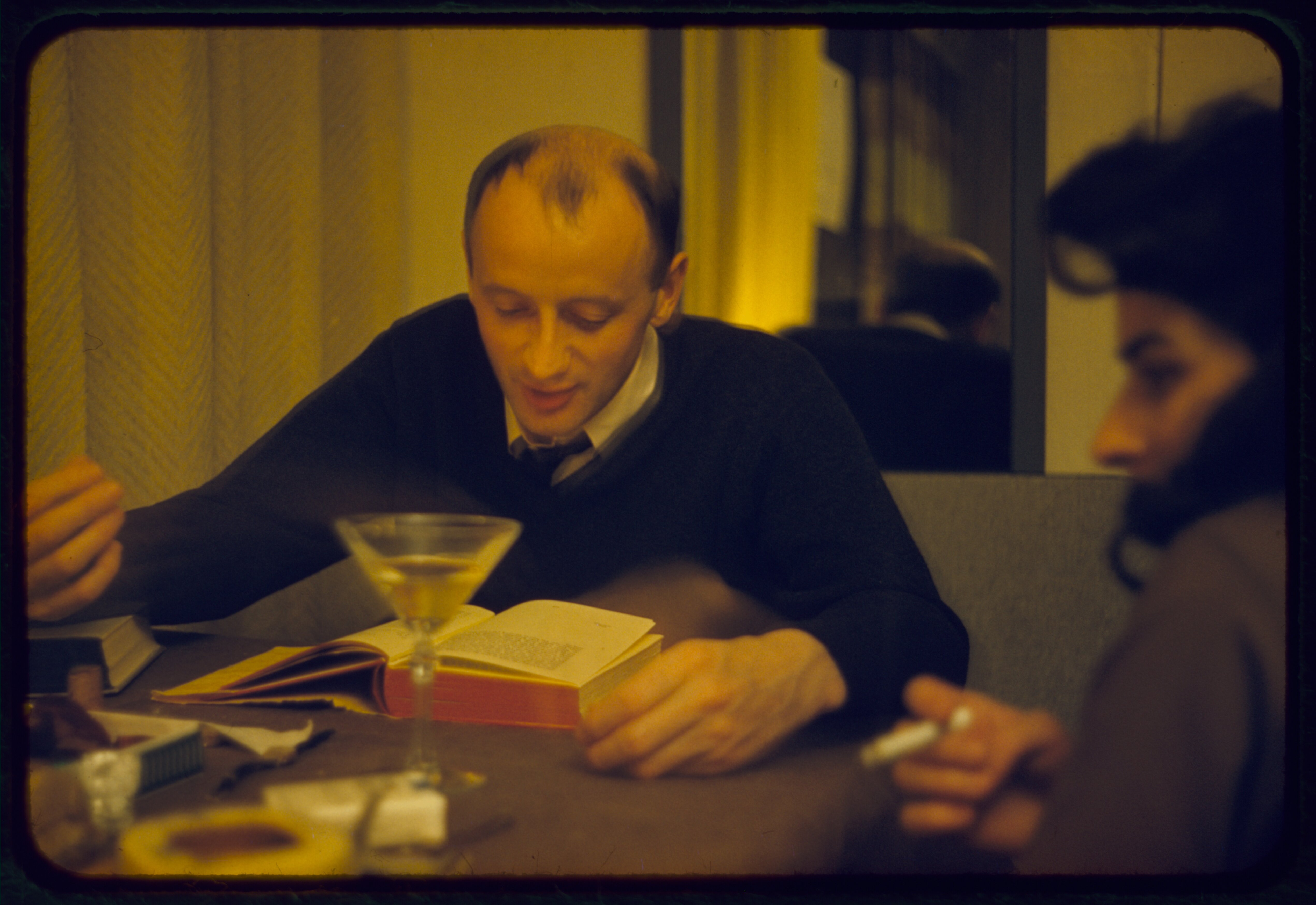
Кевин Роуч

- Алфёров, Жорес Иванович (88) — советский и российский физик, академик РАН (1991; академик АН СССР с 1979), председатель Президиума Санкт-Петербургского научного центра РАН (с 1989 года), лауреат Нобелевской премии по физике (2000), полный кавалер ордена «За заслуги перед Отечеством»[382].
- Арутюнян, Сурен Гургенович (79) — советский партийный деятель, первый секретарь ЦК КП Армении (1988—1990)[383].
- Бхаттачария, Кумар (78) — англо-индийский инженер, член Палаты лордов Великобритании (с 2004 года)[384].
- Бхутто, Джаваид (61) — пакистанский философ, убит[385].
- Георгицис, Файдон (80) — греческий актёр[386].
- Гестел, Петер ван (81) — голландский писатель[387].
- Кане, Маймоуна (81) — сенегальский государственный деятель, министр социального развития (1983—1988)[388].
- Кнетс, Иварс (80) — советский и латвийский учёный, профессор материалмеханики (биомеханика), хабилитированный доктор инженерных наук Академик Латвийской академии наук[389].
- Мельков, Владислав Иванович (40) — российский легкоатлет, чемпион России в беге на 200 м[390].
- Педроса, Эусебио (65) — панамский боксёр[391].
- Плеханов, Борис Алексеевич (73) — советский и российский волейболист и спортивный врач, мастер спорта СССР, чемпион СССР, врач олимпийской сборной СССР[392].
- Ремыга, Владимир Николаевич (68) — казахстанский тренер по шоссейным велогонкам, заслуженный тренер Республики Казахстан[393].
- Роуч, Кевин (96) — американский архитектор, лауреат Притцкеровской премии (1982)[394].
- Саммерс, Роберт (85) — американский юрист, официальный советник редакционной комиссии по Гражданскому кодексу Российской Федерации, автор трудов по теории права[395].
- Синамбела, Махади (71) — индонезийский государственный деятель, министр по делам молодёжи и спорта (1999—2000)[396].
- Уильямс, Пол (78) — британский поп-певец[397].
- Фадиль, Иман (34) — марокканская модель, свидетельница по делу против Сильвио Берлускони, отравлена радиоактивными веществами[398][399].
- Фламмерфелт, Джозеф (82) — американский хоровой дирижёр[400].
- Фрейхов, Хокон (91) — норвежский дипломат, посол в Японии (1981—1989) и Португалии (1992—1995)[401].
- Эллис, Стивен (69) — американский бас-гитарист (Survivor)[402].
- Юнкеров, Юрий Петрович (77) — советский и российский композитор, заслуженный работник культуры Российской Федерации (1995)[403].